# فریدون‌شهر
فریدون‌شهر مرکز شهرستان فریدون‌شهر و یکی از شهرهای غرب استان اصفهان،نامزد امن‌ترین شهر دنیا از سوی یونسکو و با ۲۵۳۰ متر ارتفاع از سطح دریا، مرتفع‌ترین شهر ایران است.
این شهر مرکز شهرستان فریدون‌شهر است و بر اساس سرشماری مرکز آمار ایران در سال ۱۳۹۵، جمعیت آن ۱۳٬۶۰۳ نفر (۴٬۲۸۶ خانوار) بوده است.
بیش از ۹۰ درصد مردم فریدون‌شهر را گرجی زبانان تشکیل داده و اکثر آن‌ها نوادگان گرجی‌هایی هستند که توسط شاه عباس اول از گرجستان به ایران آورده‌شدند.
فریدون‌شهر تاکنون دو مرتبه مقصد سفر رسمی مقامات سیاسی کشور گرجستان بوده است:
1. در سال ۱۳۸۳ هجری خورشیدی، میخیل ساآکاشویلی، رئیس‌جمهور وقت گرجستان[۱۱][۱۲]
2. در سال ۱۳۹۳ هجری خورشیدی، داویت اوسوپاشویلی، رئیس وقت مجلس گرجستان[۱۳][۱۴]

از سفیران گرجستان در ایران نیز، «گیورگی جانجغاوا» سفیر سابق گرجستان در ایران در سال ۱۳۹۲، و «یوسب چاخواشویلی» سفیر کنونی گرجستان در ایران در سال ۱۳۹۳ به فریدون‌شهر سفر کرده‌اند.

## موقعیت

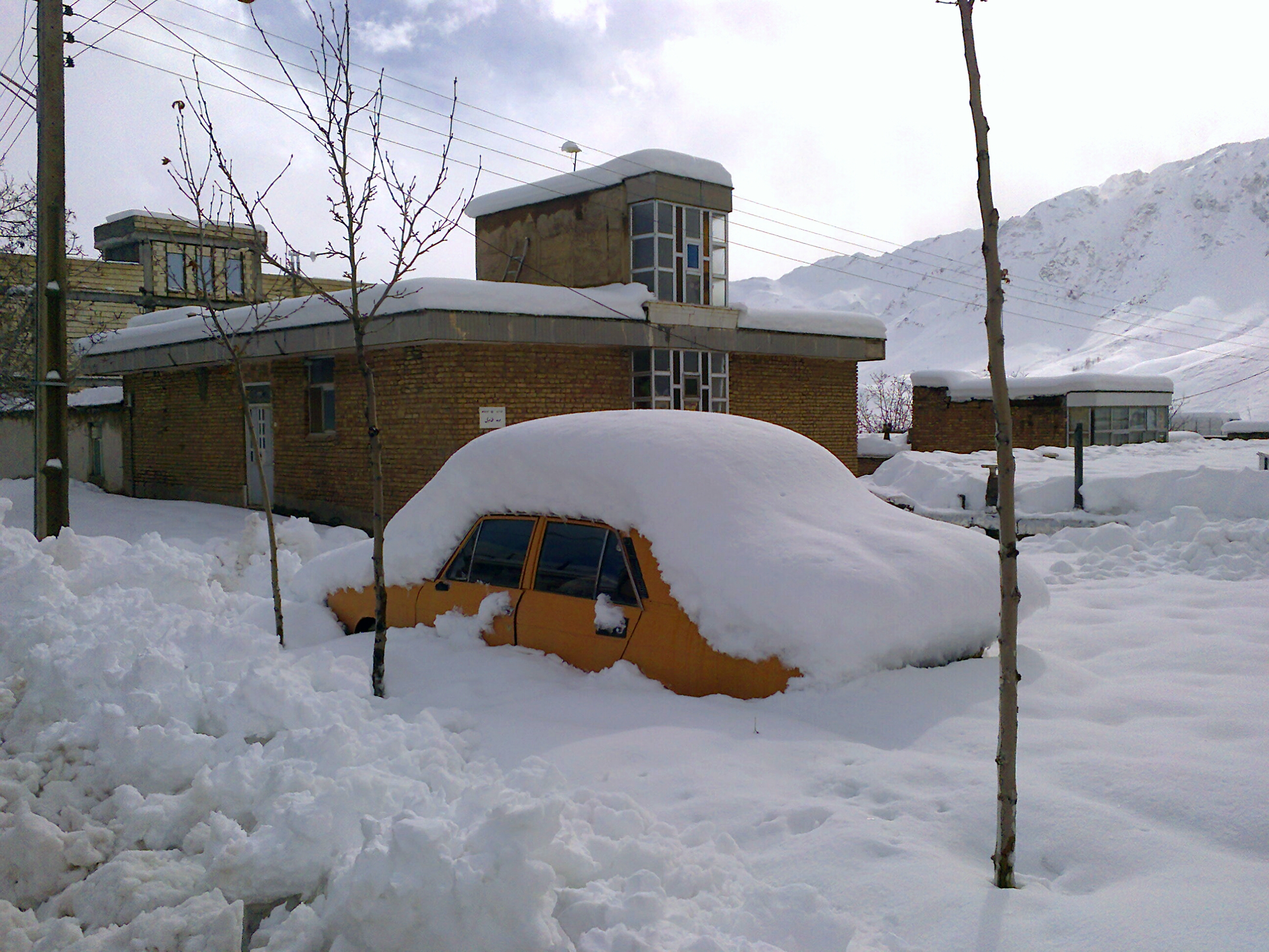
برف پاییزی فریدون‌شهر

فریدون‌شهر در کوه‌های زاگرس، حدود ۲۰۰ کیلومتری غرب شهر اصفهان، در دامنهٔ قلهٔ دیدتْسِری (didtseri) و در حومهٔ جوی دیدخِوی (didkhevi) قرار دارد و توسط کوه‌های بلند، تپهٔ تاتاشویلی (tatashvili) و دشت واردیسقِلی (vardisgheli) احاطه شده است.
این شهر از سمت شرق به مزارع پیریکیتی (pirikiti)، از غرب به کوه تسیخه (tsikhe)، از شمال به قلهٔ دیدتْسِری (didtseri) و از جنوب به تپهٔ تاتاشویلی (tatashvili) محدود می‌شود.
فریدون‌شهر از دو محلهٔ اصلی تشکیل شده است:
1. محلهٔ بالا: شامل محلهٔ اصلی فریدون‌شهر (روستای آخره بالا سابق) و شهرک فرهنگیان
2. محلهٔ پایین: شامل محلهٔ وحدت آباد (روستای آخره پایین سابق) و شهرک امام خمینی (ره)

## تاریخ

### بنیان‌گذاری
این شهر حدود ۴۰۰ سال پیش، بنیان نهاده شده و در ابتدا شامل ۱۹ محله، و هر محله مخصوص یک فامیل بوده است.
بنیادگذاران فریدون‌شهر، از گرجی‌های زمان شاه عباس اول هستند که توسط خود او از گرجستان به ایران تبعید شدند و به دستور او عده‌ای از جنگاوران آن‌ها جهت حفظ منطقهٔ فریدن و همچنین پایتخت (اصفهان) از حملات اقوام لر و کرد در فریدن ساکن شدند.

#### ورود گرجی‌ها به ایران
از سال ۱۰۱۳ تا ۱۰۳۴ هجری قمری، شاه عباس و سردارانش ۱۰ مرتبه به گرجستان حمله کرده و (طبق منابع فارسی) طی این حملات ۹۰٬۰۵۰ یا ۱۰۰٬۰۵۰ گرجی را قتل‌عام کرده و ۱۸۱٬۵۰۰ گرجی را به اسارت گرفته و به ایران تبعید کردند؛ که ۷۰٬۰۰۰ یا ۸۰٬۰۰۰ تَن از کشته‌ها و ۱۳۰٬۰۰۰ تَن از اسرای تبعید شده به ایران مربوط به حملهٔ شاه عباس به گرجستان در سال ۱۰۲۵ هجری/۱۶۱۶ میلادی است.
پس از کوچاندن این تعداد به ایران، شاه عباس دستور داد که آن‌ها را به ولایتی که در آن آب و هوا و شرایط زندگی با وطن اصلی ایشان شبیه باشد انتقال دهند. به همین خاطر در ابتدای ورود گرجی‌ها به ایران، آن‌ها را در «مازندران» که گمان می‌رفت از لحاظ آب و هوایی همانند گرجستان است، سکونت دادند ولی با نامساعد بودن آب و هوا اکثر آنان به شهرستان‌های داخلی ایران روانه شدند. از این تعداد اسیر گرجی، نیمی از آن‌ها به «اصفهان» و «شیراز» وارد شدند.

#### گرجی‌ها در فریدن
گرجیانی که به اصفهان مهاجرت کردند، ابتدا در زمان شاه عباس در «عباس‌آباد» اصفهان و پس از مدتی با تأسیس «نجف آباد» توسط «شیخ بهایی» در نجف آباد زندگی کردند. که به دستور شاه عباس عده‌ای از آنان که دارای خصال ستیزه‌جویی و جنگاوری بودند، جهت حفظ منطقهٔ فریدن و همچنین پایتخت (اصفهان) از حملات اقوام لر و کرد همچنین به دلیل آب و هوای مساعد و مزارع و شکارگاه‌های مناسب به فریدن مهاجرت کردند.
تمام گرجیانی که به فریدن رسیدند، ابتدا در فریدن، شهر افوس را بنیاد گذاردند و سپس عده‌ای از آن‌ها شهرهای «فریدون‌شهر (سُپِلی)» و «میاندشت (تُرِلی)» را بنیان نهادند.
و همچنین عده‌ای دیگر از شهر افوس جهت حفظ دین مسیحیت در «داشکسن» -که یک روستای ارمنی‌نشین متعصب به دین مسیحیت بود- سکنی گزیدند، و نیز عده‌ای به دلایل نامعلوم آبادی‌های «آغچه» و «بوئین» را بنا کردند.
پس از حملهٔ کریم خان زند به گرجی‌های فریدون‌شهر، بخشی از ساکنان آن به روستاهای «سیبک»، «چقیورت» و «نهضت‌آباد» مهاجرت کردند.
جمعیت گرجی‌های ایران حدود ۱۰۰٬۰۰۰ تن است.

### حملهٔ افغان‌ها به فریدون‌شهر
در سال ۱۱۳۳ قمری، محمود افغان برای دومین بار به ایران لشکر کشید. او کرمان را تسخیر نمود و بعد از این که نتوانست بر یزد دست یابد عازم تسخیر اصفهان، پایتخت صفویان شد. شاه و سرداران وی تصمیم به اتخاذ شیوهٔ دفاعی گرفتند و سپاهی که ارزش جنگی نداشت گرد آوردند. تنها در میان آن‌ها یک دسته سرباز گرجی، مستعد، کارآمد و ملبس به البسهٔ متحدالشکل، فاخر و مجهز و تحت فرمان رستم خان قوللر آقاسی شاهزادهٔ گرجی بودند.
رستم خان گرجی در قلب همراه با ۴۰۰ گرجی شجاه و تعلیم دیدهٔ دستچین و در جناح چپ محمدقلی خان اعتماد السلطنه با ۱٬۵۰۰ نفر قرار گرفتند. در این روز تا هنگام عصر طرفین اقدامی نکردند. در پایان روز رستم خان از سکون طولانی ملول شد و با نفرات خود جناح چپ افاغنه را در هم شکست و آن‌ها را عقب راند، اما اشتباه والی خوزستان و اعتمادالسلطنه که نتوانستند به موقع به رستم خان یاری رسانند باعث شد تا محمود افغان که فکر می‌کرد شکست یافته و در صدد فرار بود، موقعیت بهتری یابد. رستم خان و همراهانش در محاصرهٔ افاغنه قرار گرفتند اما با از جان گذشتگی مبارزه کردند و هنگامی که رستم خان خواست با اسب خود از رود برزون عبور نماید، اسب او درغلطید و افاغنه وی را کشتند و سپاه ایران شکست یافت و عقب‌نشینی نمود. محمدحسین پس از ستایش و توصیف رشادت و دلاوری رستم خان و سربازان گرجی وی، موضوع را چنین بیان می‌کند: «اگر امرای دیگر نامردی نمی‌کردند و با رستم خان قللر آقاسی اتفاق می‌کردند افغان از میان برداشته می‌شد».
افغانی‌ها که از گرجی‌ها صدمات فراوانی دیده بودند، بعد از تسخیر اصفهان هنگامی که عازم تسخیر نواحی اطراف آن همانند گلپایگان و خوانسار بودند، در صدد انتقام از گرجی‌های ساکن فریدن برآمدند. گرچه در کتب تاریخی سخنی از جنگ افاغنه و گرجیان نیامده لکن بنابر روایات شفاهی افاغنه نتوانستند گرجیان را شکست دهند و همچنین استحکامات دفاعی موجود در «آوْغانیسْ گُرا» (ავღანის გორა) در فریدون‌شهر گواه روشنی بر این مدعاست.

### حملهٔ کریم خان زند به فریدون‌شهر

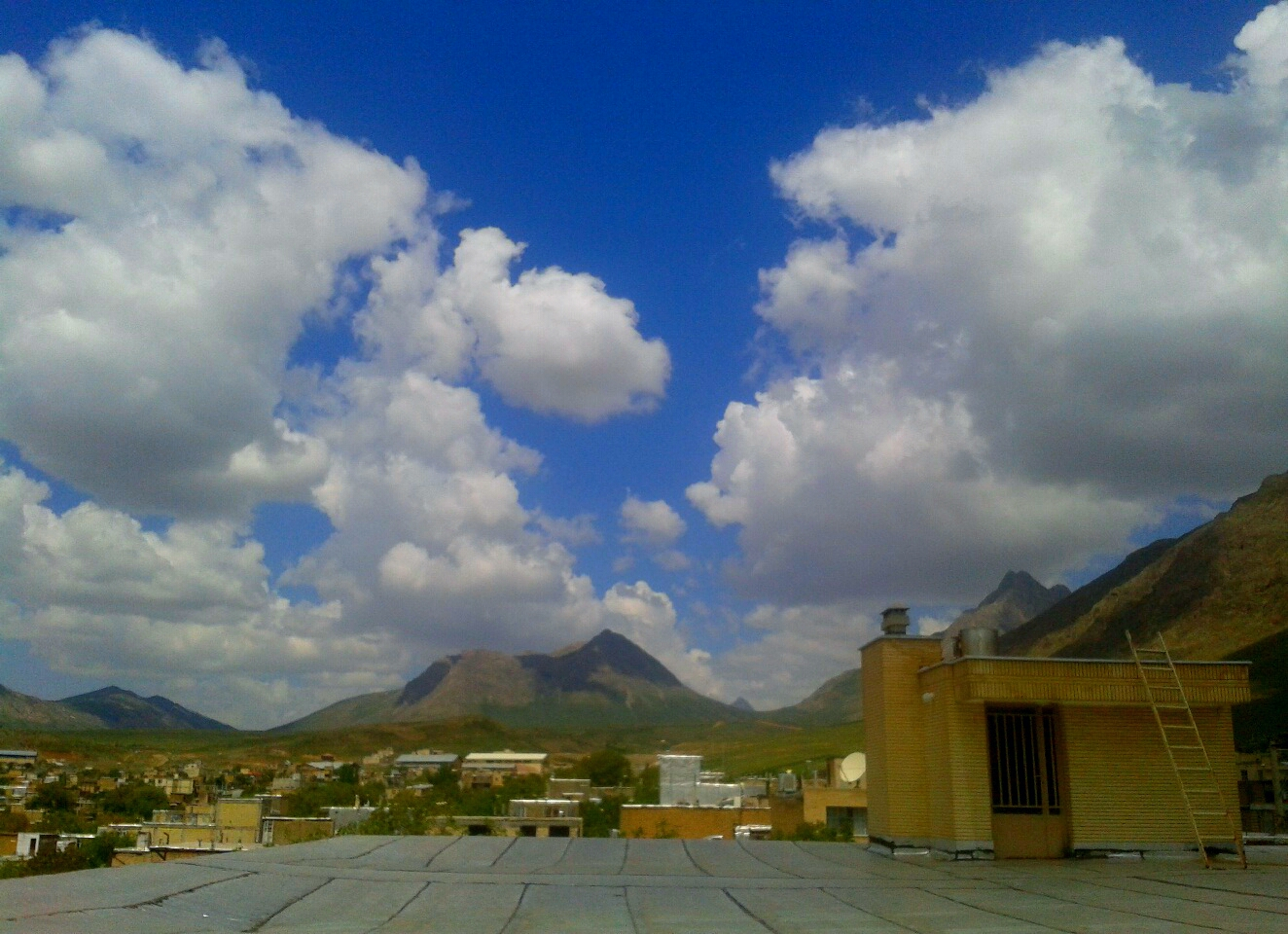
دورنمای کوه تسیخه از فریدون‌شهر

پس از مرگ نادر شاه افشار جانشینان او نزاع‌های فراوانی نمودند. کشور ایران وارد مرحله‌ای از عدم ثبات سیاسی و اقتصادی شدیدی گردید و به دلیل عدم قدرت دولت مرکزی خوانین و حکام نواحی طغیان نموده و در صدد کسب قدرت بیشتر و رسیدن به منصب پادشاهی برآمدند. علی قلی خان، ابراهیم خان، شاهرخ و سلیمان دوم هر کدام مدت کوتاهی سلطنت کردند. احمدشاه درانی از سرداران افغانی نادر در شرق ایران، محمدحسن خان قاجار در استرآباد و آزادخان افغان در نواحی شمال ایران در صدد تشکیل حکومت و کسب قدرت بودند. در این آشفتگی‌ها، کریم خان زند نیز در صدد کسب قدرت برآمد. او نواحی تویسرکان و کزاز را تصرف کرد و توانست محمد علی خان حاکم همدان و حسنعلی خان حاکم اردلان را شکست دهد و حامیانی پیدا کند. کریم خان پس از پیروزی بر دشمنان خود شهرت عظیم کسب نمود و عنوان «کریم خان» یافت. کریم خان بعد از پیروزی‌های متعدد و کسب شهرت با علیمردان خان بختیاری متحد شد و بنا بر پیشنهاد علیمردان تصمیم گرفتند به ابوالفتح خان آسترکی بختیاری حاکم اصفهان و عراق که منصوب شاهرخ‌میرزا افشار بود، حمله کرده و او را شکست دهند. متحدین توانستند ابوالفتح را شکست دهند، اما آن‌ها بعد از این پیروزی پیمان اتحاد سه جانبه‌ای منعقد نمودند تا برای نجات ایران از هرج و مرج چاره‌ای بیندیشند. متحدین ابوتراب نوهٔ مادری شاه سلطان حسین را با نام شاه اسماعیل سوم بر تخت نشاندند و مناصب را بین خود تقسیم کردند. علیمردان خان به علت سن کم شاه جدید نایب السلطنه او شد و همچنین کریم خان زند سردار کل سپاه و ابوالفتح خان نیز حاکم اصفهان شد. بعد از این پیمان کریم خان عازم فتح نواحی غربی ایران شد. هنگامی که وی مشغول فتوحات بود، علیمردان با استفاده از غیبت وی ابوالفتح خان حاکم اصفهان را کور و مقتول نمود و عمویش باباخان بختیاری را حاکم اصفهان نمود و خود عازم دفع صالح خان حاکم شیراز شد. علیمردان خان خود را پادشاه واقعی ایران می‌دانست و شاه اسماعیل سوم برایش آلت دستی بیش نبود.
کریم خان بعد از اطلاع از موضوع در یک شورای مشورتی با سرداران خود تصمیم گرفت با علیمردان بجنگد. او با ۳۰٬۰۰۰ سپاهی به اصفهان حمله برد و شهر را تصرف کرد. علیمردان هم که شیراز را تصرف و در آنجا ستم زیادی کرده بود بعد از اطلاع از این وقایع به سوی اصفهان حرکت کرد. خان زند نیز فوراً با سپاه خود راهی جنوب شد. در چهارمحال بختیاری دو سپاه رو به روی هم صف آراستند. در آن نبرد علیمردان خان مغلوب شد و با به جا گذاشتن کلیهٔ لوازم خود به خوزستان گریخت تا با کمک حاکم آنجا بتواند دوباره علیه کریم خان قد علم کند.
کریم خان که در میان پادشاهان ایران مشهور به داشتن چهره‌ای عدالت‌خواه و دور از خون‌ریزی می‌باشد، بعد از این پیروزی به خون‌ریزی شدیدی دست زد. جان. ری. پری چنین می‌نویسد: با این وجود کریم خان آشکار ساخت که آرزومند تسلط بر سرزمین کوهستانی بختیاری است. پس از پیروزی بلافاصله خراجی از تمام افراد مقیم و همسایهٔ بختیاری طلب کرد. گرجی‌های ساکن روستای «آخره» (فریدون‌شهر قدیم) از دادن خراج خودداری کردند و به اتفاق مردمان روستاهای ارمنی‌نشین مجاورشان به مقاومت مسلحانه پرداختند. کریم خان نیز با قوای نظامی اش به آنان حمله کرد. بسیاری از دهقانان کشته و اسیر گردیدند و رهبران گرجی‌ها تیرباران شدند و خان زند با تعداد زیادی اسیر آنجا را ترک کرد.
کریم خان بعد از آن عازم اصفهان شد و در آنجا خود را وکیل الدوله نامید. داستان این واقعه نسل به نسل منتقل شده، شاخ و برگ فراوانی یافته و همانند اسطوره شده است.
میرزا محمدصادق نامی اصفهانی نویسنده کتاب تاریخ گیتی گشا در تاریخ زندیه از این واقعه با نهایت اختصار و اختفاء یاد می‌کند و در این خصوص تنها با جملهٔ «تدمیر سایر خصمان نژند» یاد کرده است.
احمد پناهی سمنانی در کتاب «لطفعلی خان زند» در مبحث جنبه‌های منفی حکومت کریم خان چنین می‌نویسد: «کشتار مردم سلحشور و مقاوم سیراوی (؟) در صفحات لرستان و خوزستان (فریدون‌شهر با هر دو استان مجاور است) که فرمان او را مبنی بر دادن سرباز و ملازم رکابی قبول نکردند و در جنگی نابرابران سران آن‌ها به قتل رسیدند و سرهای آنان را کلهٔ منار ساختند و اطفال و زنانشان را اسیر کردند … برخی از زنان نیز خود را از کوه به پایین پرتاب کردند تا به اسارت سربازان خدامراد خان سردار نظامی کریم خان نیفتند».
«... در سال ۱۷۷۷ یا ۱۷۷۸ درگذشت کریم خان بوربور که از سرداران همنام کریم خان بود بر شایعهٔ بیماری او دامن زد و موجب پیدایش آشفتگی‌هایی در میان لرها و بختیاری‌ها گردید و گرجی‌ها و ارامنهٔ ساکن غرب اصفهان غارت شدند …»
گرجی‌هایی که از این واقعه جان سالم به در بردند در نواحی متعدد متفرق شده و زندگی نوینی را در روستاهای اطراف پایه‌گذاری کردند، اما فریدون‌شهر مرکزیت خود را به عنوان میراث دار فرهنگ و زبان گرجی برای همیشه حفظ کرد. روستاهایی که گرجیان بدانجا رفته و زندگی جدید را بنا نهادند عبارتند از: روستاهای شعبهٔ جنوبی منطقهٔ فریدن، شامل: چغیورت، سیبک و نهضت‌آباد.

## نام‌شناسی

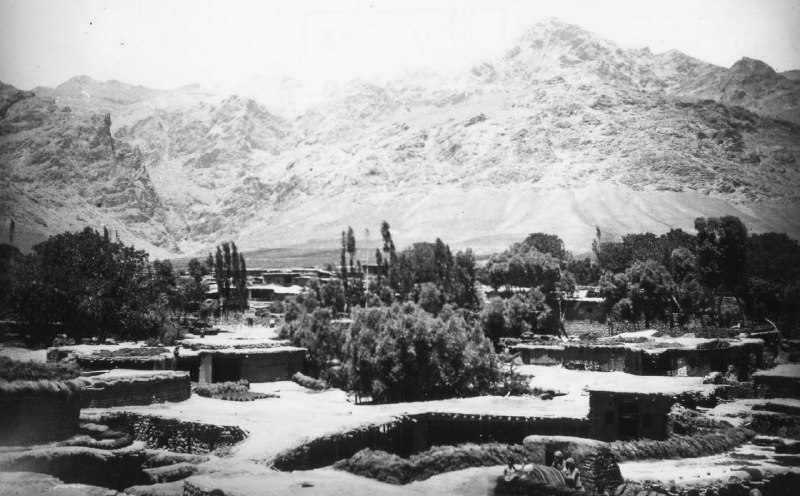
تصویری قدیمی مربوط به حدود ۱۰۰ سال پیش فریدون‌شهر

### نام گرجی
فریدون‌شهر در زبان گرجی مارْتْقُپی (მარტყოფი) نامیده می‌شود. مارْتْقُپی مخفف کلمهٔ مارْتْمْقُپِلی (მარტომყოფელი) به معنای (کسی که به تنهایی زندگی می‌کند) است.
در سال‌های اولیهٔ سکونت گرجی‌ها در فریدن، همهٔ آبادی‌های گرجی در سمت شمال خط الرأس کوه ساتاپله بودند و فقط فریدون‌شهر در سمت جنوب آن و دور از بقیهٔ آبادی‌های گرجی بنا شد.
همچنین، مارتقوپی نام روستایی در نزدیکی گاردابانی، در گرجستان است که در زمان شاه عباس اول، محل جنگی بود که میان گرجی‌های استقلال‌طلب متحد و ارتش امپراتوری صفویان روی داد و منجر به شکست صفویان شد. پس از آن به دلایلی اتحاد گرجی‌ها از بین رفت و این بار در مقابل سپاه جدید و تازه‌نفس صفوی شکست خوردند و بازماندگان آن‌ها به مجازات نابود کردن ارتش امپراتوری صفویان در دشت مارتقوپی به ایران تبعید شدند.
این شهر همچنین با لفظ سُپِلی (სოფელი) نیز یاد می‌شود. سُپِلی یک کلمهٔ گرجی، به معنای آبادی است که هریک از گرجی‌های فریدن آبادی خود را به این نام می‌خوانند.
پس از حملهٔ کریم خان زند به فریدون‌شهر، عده‌ای از بازماندگان آن‌ها، سه آبادی جدید در جنوب فریدون‌شهر بنا کردند و طبق عادت همیشگی با لفظ سُپِلی از فریدون‌شهر یاد می‌کردند؛ بنابراین به تدریج نام اصلی فریدون‌شهر یعنی مارتقوپی برای گرجی‌های جنوب منطقه (فریدون‌شهر، چغیورت، سیبک و نهضت‌آباد) فراموش شد و نام سُپِلی جایگزین آن شد. اما هنوز گرجی‌های شمال منطقه (بویین و میاندشت، داشکسن، افوس و آغچه) به فریدون‌شهر می‌گویند مارتقوپی.

### نام فارسی
از آنجایی که فریدون‌شهر آخرین آبادی از سمت اصفهان بود، میان فارسی‌زبانان با عنوان آخره و به دلیل اینکه بالا سر آبادی دیگری به نام آخره (محله‌ای از فریدون‌شهر امروزی به نام وحدت آباد که محل سکونت فارسی‌زبان‌ها است) بود، با عنوان آخره‌بالا نامیده می‌شد.
تا اینکه در سال ۱۳۳۵ با رسیدن جمعیت آخره‌بالا به ۵٬۰۰۰ تن و بنیان شهرداری در آن و تبدیل شدن روستای آخره‌بالا به شهر، سه نام جدید بر پایهٔ ویژگی‌های تاریخی، جغرافیایی و انسانی به وزارت کشور پیشنهاد شد:
1. فریدون‌شهر (به علت حاکمیت فریدون در زمان پیش از اسلام بر این منطقه)
2. گل شهر (به علت طبیعت سرسبز و گل‌های فراوان منطقه)
3. گرجی شهر (به علت مردم منطقه)

و گزینش وزارت کشور نام «فریدون‌شهر» بود.

## مردم

بیش از ۹۰ درصد مردم فریدون‌شهر را گرجی زبانان تشکیل داده و اکثر آن‌ها نوادگان گرجی‌هایی هستند که توسط شاه عباس اول (در جنگ امپراتوری صفویان با استقلال طلبان گرجستان صفوی یعنی کاختی و کارتلی) از گرجستان به ایران آورده شدند.
محلهٔ وحدت آباد فریدون‌شهر امروزی نیز که از سال ۱۳۷۵ با پیوستن روستای آخوره پائین به فریدون‌شهر به این نام خوانده می‌شود، مردمی فارسی‌زبان دارد.

### جمعیت
جمعیت فریدون‌شهر بر اساس سرشماری مرکز آمار ایران در سال ۱۳۹۵، ۱۳٬۶۰۳ نفر (۴٬۲۸۶خانوار) بوده است.
در سال ۱۳۳۵، روستای آخوره علیا با جمعیت ۴۸۴۲ نفر تبدیل به شهر فریدون‌شهر شد.
محلهٔ وحدت آباد فریدون‌شهر امروزی در سال ۱۳۳۵ با عنوان روستای آخوره سفلی در قالب یک روستای مستقل از فریدون‌شهر جمعیتی برابر با ۱۶۸۷ نفر داشت.
در سال ۱۳۴۵، جمعیت فریدون‌شهر برابر با ۵۲۱۱ نفر بوده است. در این سال روستای آخوره پائین همچنان مستقل از فریدونشهر بوده و ۱۷۵۶ نفر جمعیت داشته است.
در سال ۱۳۵۵، جمعیت فریدون‌شهر به ۶۱۱۶ نفر رسید.
روستای آخورپائین نیز همچنان مستقل از فریدون‌شهر جمعیتی برابر با ۱۹۲۳ نفر داشت.
در سال ۱۳۶۵، جمعیت فریدون‌شهر برابر با ۸۶۵۲ نفر بوده است. روستای آخوره پائین نیز همچنان مستقل از فریدون‌شهر جمعیتی برابر ۳۰۸۲ نفر داشته است.
در سال ۱۳۷۵، با انضمام روستای ۳۰۰۰ نفری آخوره پایین به فریدون‌شهر با عنوان محلهٔ وحدت آباد، جمعیت فریدون‌شهر به ۱۳۵۹۲ نفر رسید.
جمعیت فریدون‌شهر در سال ۱۳۸۵، ۱۳٬۴۷۵ نفر، و در سال ۱۳۹۰، برابر با ۱۴۰۰۷ نفر بوده است.

### زبان

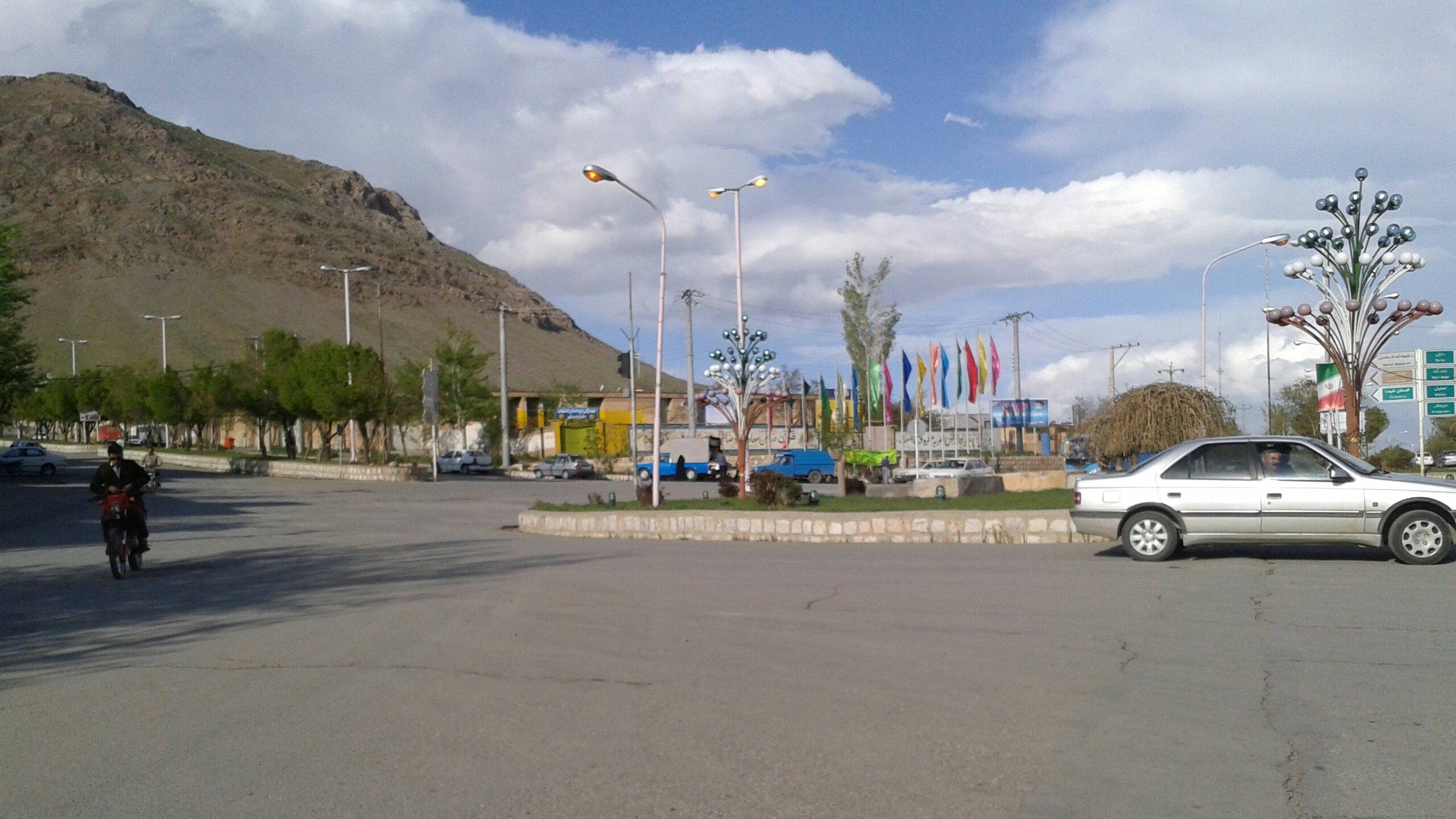
میدان اصلی فریدونشهر

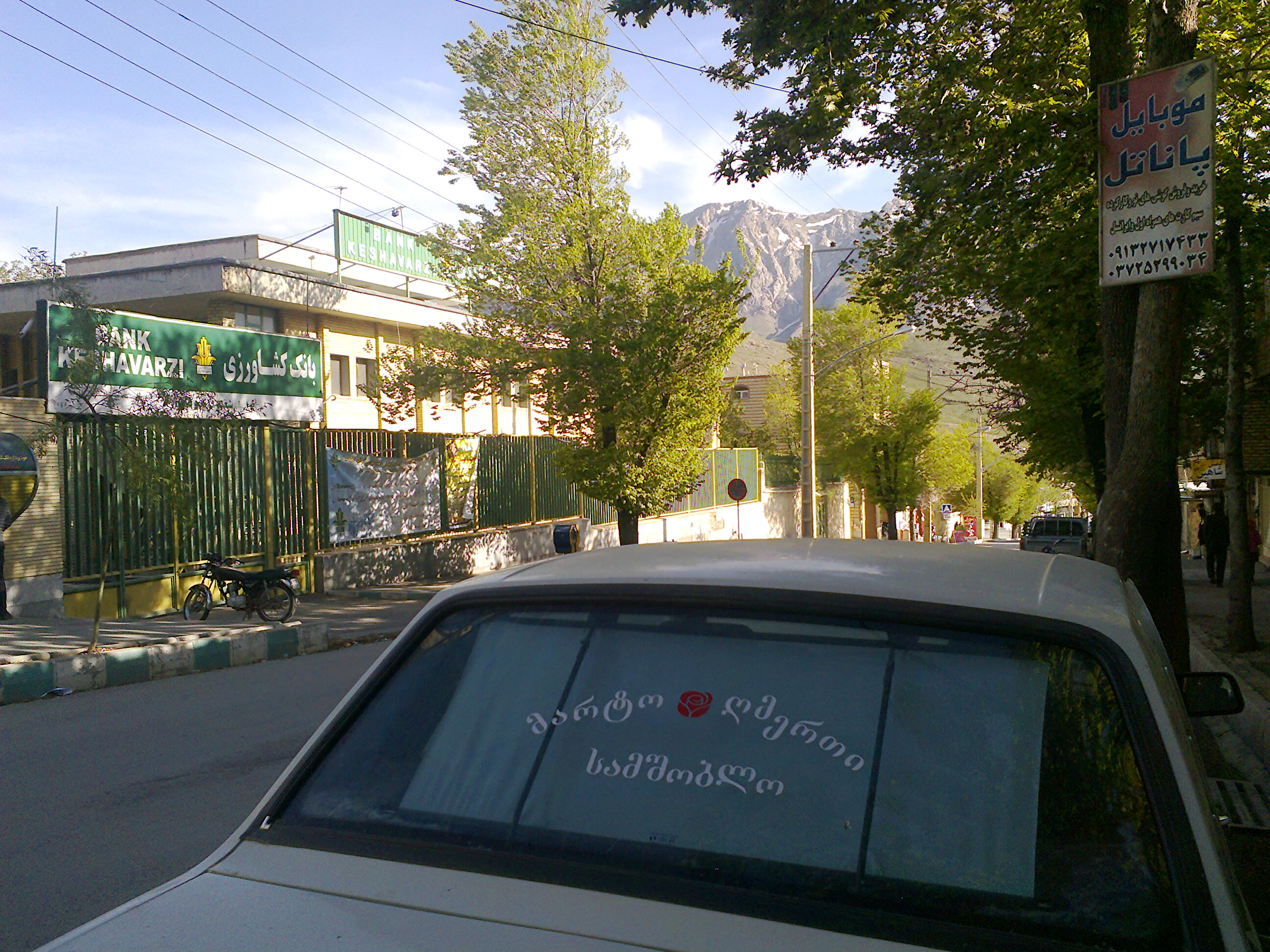
نوشته‌ای به زبان و الفبای گرجی (امری مرسوم و متداول بین گرجی‌های فریدون‌شهر) * ترجمه: (بالا:) فقط خدا (پائین:) وطن

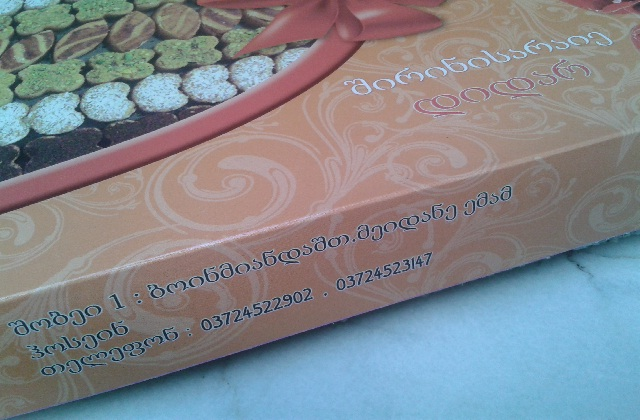
نوشته‌هایی به زبان فارسی نوشته شده با الفبای گرجی روی جعبهٔ شیرینی

گرجی‌های فریدون‌شهر به گویش پریدنولی زبان گرجی صحبت می‌کنند که حاصل دگرگونی زبانی است که چهارصد سال پیش و در زمان تبعید آن‌ها به این منطقه بدان گویش می‌شده و با زبان گرجی معاصر (زبان رسمی جمهوری گرجستان) اندکی متفاوت است.
در پاییز سال ۱۳۹۳ اِلِمانی متشکل از حروف کلمهٔ الله در زبان گرجی و نشان رسمی جمهوری اسلامی ایران، توسط شهرداری فریدون‌شهر ساخته شد تا در میدان اصلی فریدون‌شهر نصب شود، اما به دلیل بروز مخالفت‌هایی نصب نشد و برای چند ماه در شهرداری فریدون‌شهر نگهداری می‌شد. در ۲۵ اسفند ۱۳۹۳، این المان در میدان نصب شد ولی عده‌ای با تخریب اموال دولتی (همچون شکستن شیشه ساختمان فرمانداری) تجمع غیرقانونی، آتش زدن لاستیک در مقابل ارگان دولتی، توهین به مأموران دولتی و تحریک مردم برای به آشوب کشیدن شهر، با آن به مخالفت پرداختند و نهایتاً چند ساعت بعد، نیمه شب، اِلِمان از جا برداشته شده و از شهر خارج شد.

### نام‌های خانوادگی
اکثر نام‌های خانوادگی موجود در فریدون‌شهر برگرفته از کلمات زبان گرجی هستند که عبارت اند از: اَسپَنانی (Aspanani)، اُنیکادزِ (Onikadze)، باتوانی (Batuani)، تَوازیانی (Tavaziani)، خودسیانی (Khudsiani)، دارچیانی (Darchiani)، سِپیانی (Sepiani)، قَلانی (Ghalani)، گوگوچانی (Gogochani)، گوگونانی (Gugunani)، لاچینانی (Lachinani)، مَستانی (Mastani)، میکِلانی (Mikelani)، مولیانی (Muliani)، ناگِلیانی (Nageliani)، یُسِلیانی (Yoseliani).
مردم فریدون‌شهر از لحاظ نام‌های خانوادگی گرجی، بین گرجی‌های منطقه استثناء هستند و بقیه گرجی‌های منطقه نام‌های خانوادگی شان به زبان گرجی نیست. البته در شهر افوس نیز نام‌های خانوادگی «رَمازی» مشتق از نام پسرانهٔ گرجی რამაზი و «گولانی» مشتق از کلمه გული (گولی) به معنای «دل» و «قلب» وجود دارد.

### آداب و رسوم
از معروف‌ترین آداب و رسوم مردم فریدون‌شهر، می‌توان به باور سنتی «مِنْکْلِ» و مراسم «کالِبیسْ کُبی» اشاره کرد.

#### مِنکله
از آنجایی که هنگام کریسمس در گرجستان، و نوروز در فریدن، برف روی زمین است، با ورود اولین میهمان برای تبریک سال نو به هر خانه، ردپایی از او بر روی برف‌ها می‌ماند، که در زبان گرجی "მეკვლე" (مِکْوْلِ) نامیده می‌شود. "مِکْوْلِ" که در فریدون‌شهر به "مِنْکْلِ" و در افوس به "مانْگالی" تبدیل شده است، نام اولین میهمان عید هر خانه بوده و به باور عموم، آرمغان آورندهٔ خوش‌یمنی برای اهل آن خانه است. به همین خاطر، اگر آن خانواده، اعتقاد به خوش‌یمنی او داشته باشند، آن فرد هر سال منکلهٔ آن خانواده می‌شود و خانوادهٔ دیگری نمی‌تواند او را برای اولین روز سال نو دعوت کند.
در گرجستان، به مِنْکْلِ، پول کاغذی و مسکرات هدیه می‌دهند و با شیرینی از او پذیرایی می‌کنند و در فریدن، خوردن صبحانه با منکله، و هدیه‌ای که قبل از ورود او به خانه می‌دهند، جزو رسوم است.

#### کالبیس کوبی
«کالِبیسْ کُبی» (به معنای غار زنان) نام غاری در فریدون‌شهر است. این غار محل اجرای مراسمی بوده است، که هر ساله در روز سیزده فروردین توسط خانواده‌ها انجام می‌گرفته و محل آشنایی دختر و پسرانی بوده است، که قصد ازدواج داشته‌اند.
باور عموم بر این بوده است که: اگر بعد از سیزده بدر، از آب چشمه نوشیدنی درست کرده و خانواده‌ای آن را بنوشند، آن خانواده تا پایان سال شاد و خرم خواهند بود.

## اقتصاد

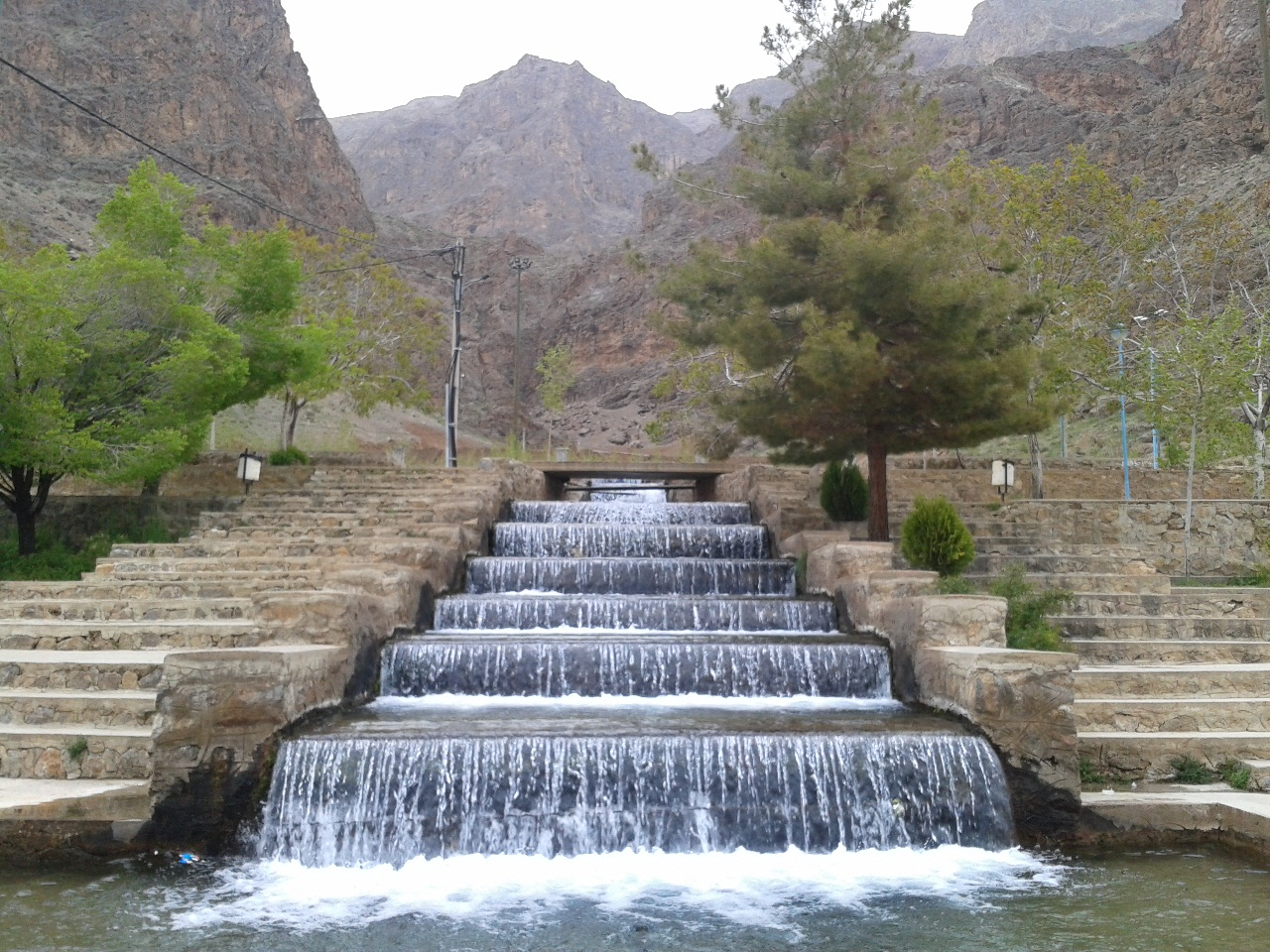
چشمه سراب

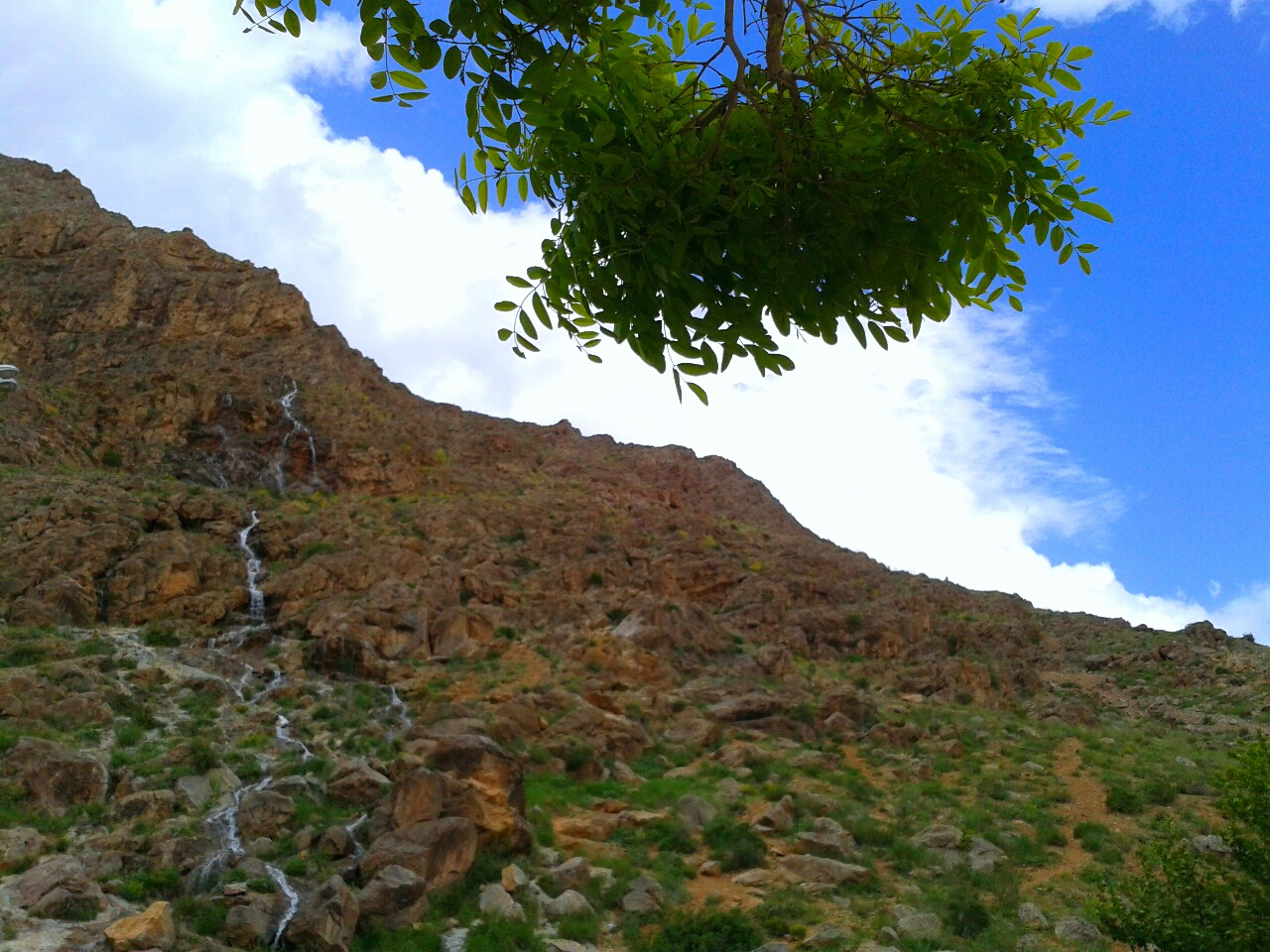
چشمه سراب

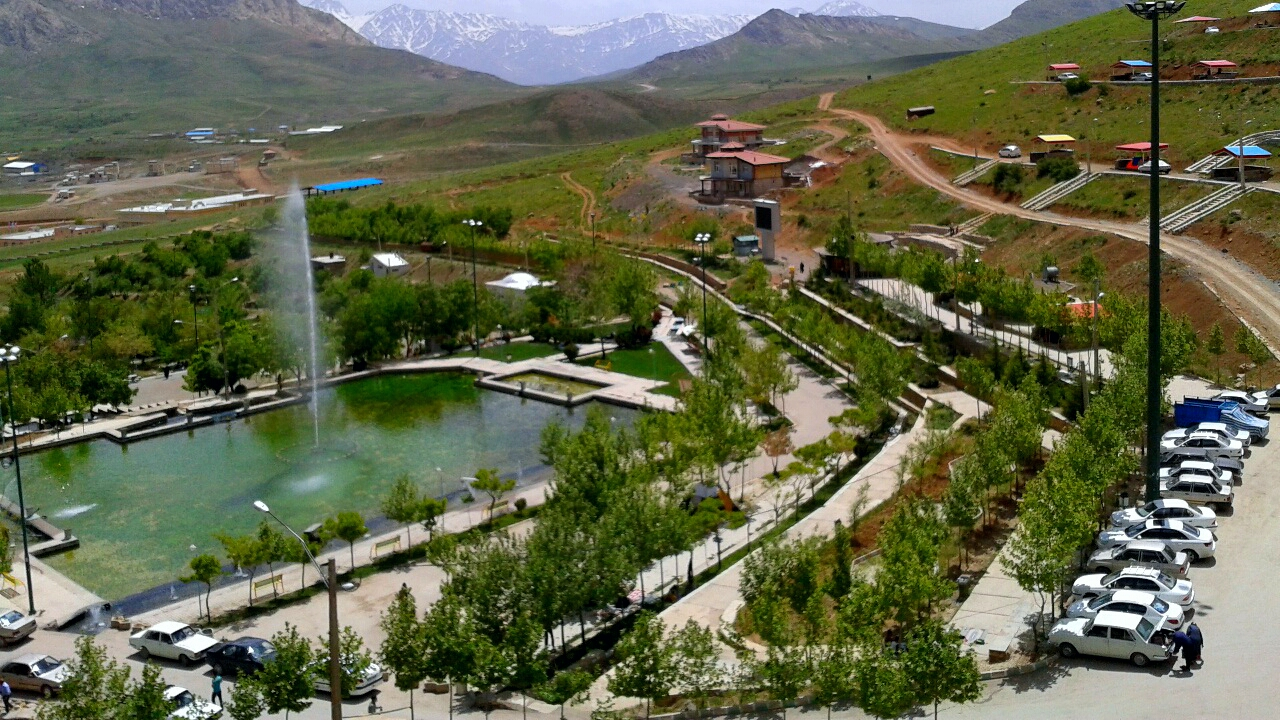
پارک معلم

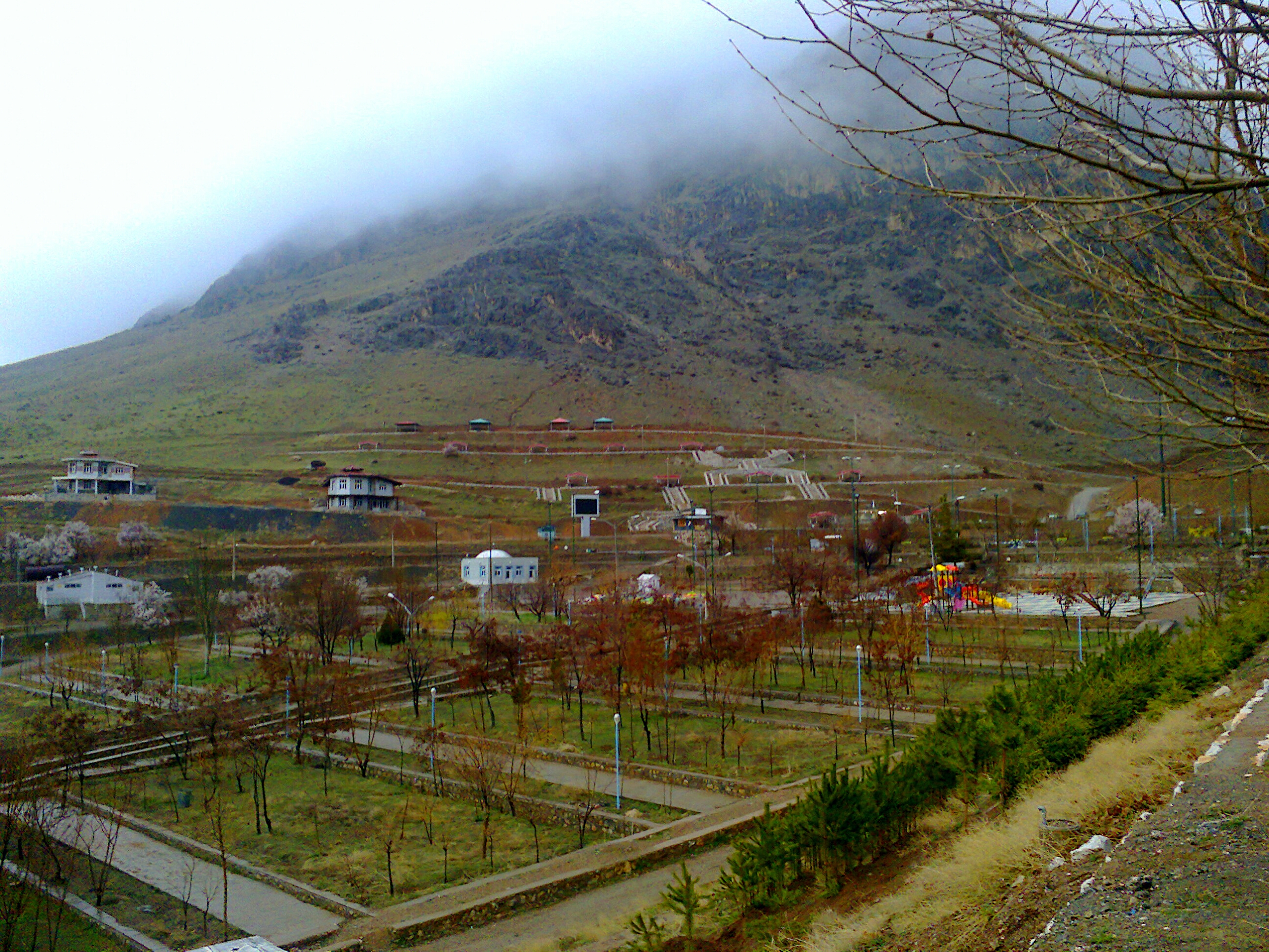
پارک معلم

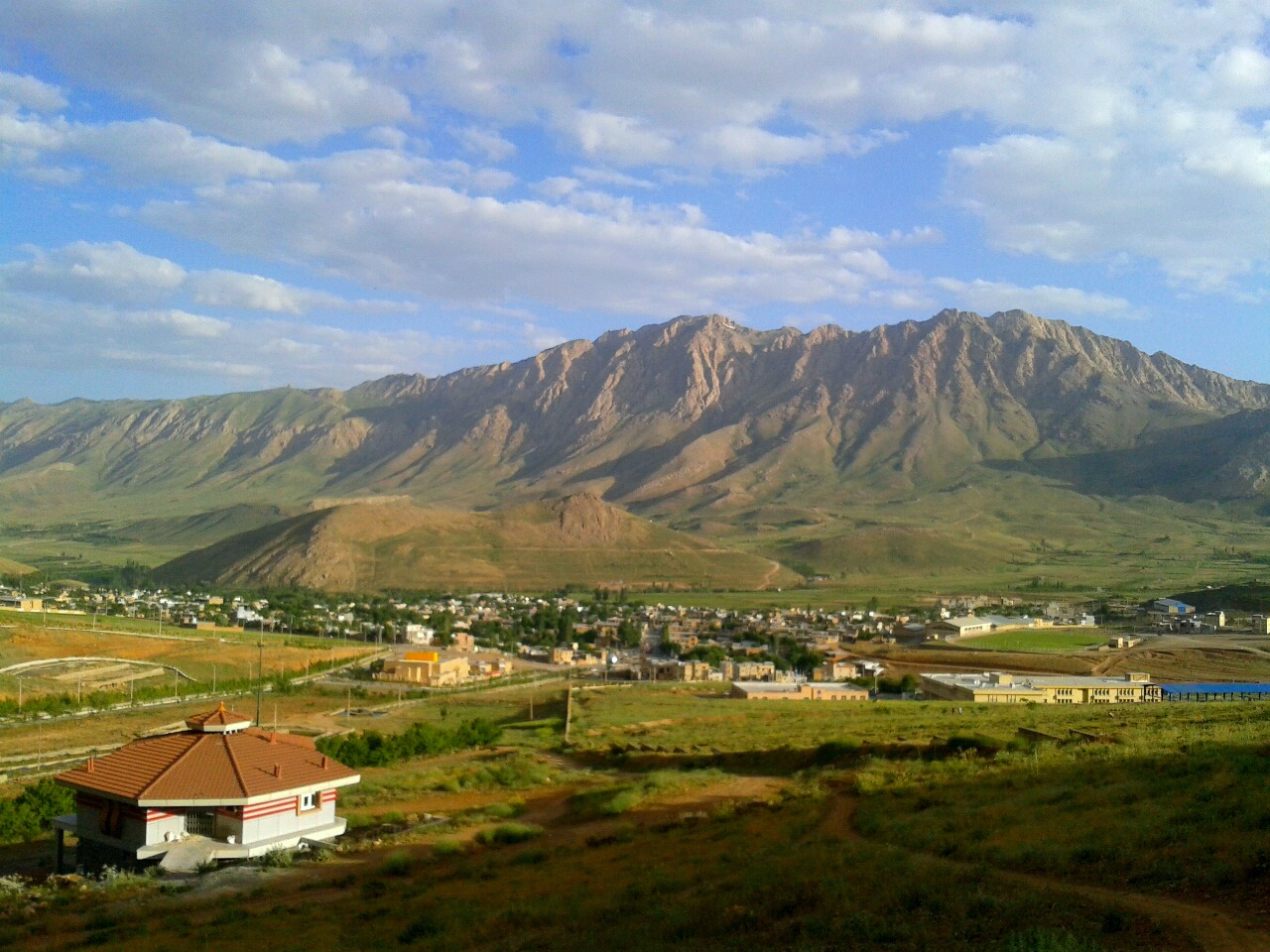
نمای فریدون‌شهر از پارک معلم

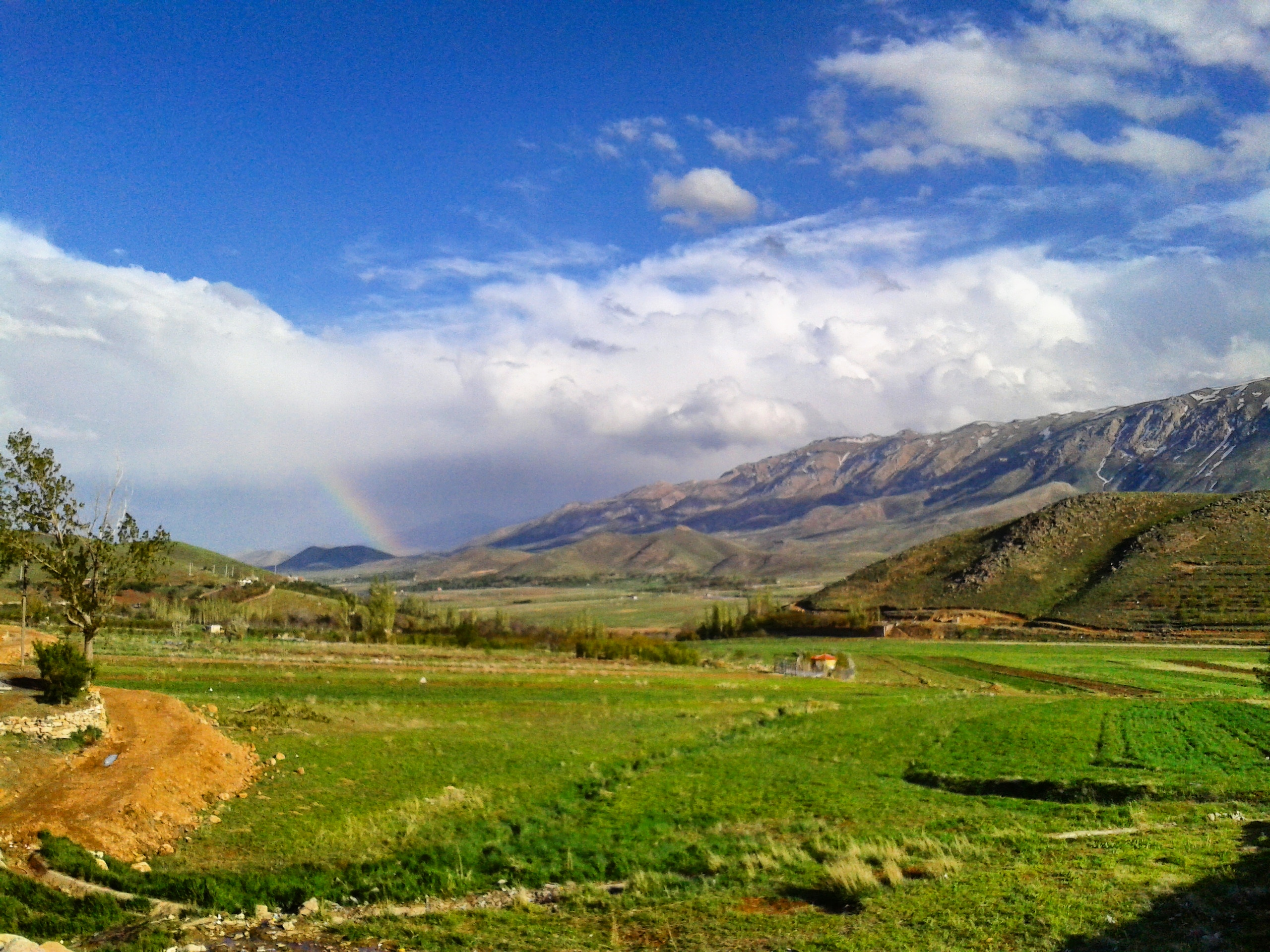
طبیعت اطراف فریدون‌شهر

فریدون‌شهر وضعیت مناسبی در زمینهٔ گردشگری، ورزش‌های زمستانی، تولید برق، آب معدنی، عسل، ماهی، لبنیات، گیاهان دارویی، محصولات کشاورزی و … دارد.
در بخش کشاورزی سیب زمینی، پیاز، ذرت علوفه ای ،چغندر قند، علوفه و غلات از محصولات این شهرستان است.
این شهر، پس از شهرهای نجف آباد، خوانسار و شهرضا، در رتبهٔ چهارم تولید عسل در استان اصفهان است. عسل تولیدی این شهر از مرغوبیت خاصی برخوردار بوده و در چندین نمایشگاه ملی رتبهٔ نخست کیفیت را کسب کرده است.
معادن زیادی در اطرف این شهر قرار دارد که برخی از آن‌ها عبارت اند از: سنگ آهن، سنگ‌های تزئینی، باریت و مرمریت.

## نگارخانه

چشمه واقع در پارک معلم فریدونشهر
نمای فریدونشهر از بالا
نمای فریدون‌شهر از تپهٔ تاتاشْویلی در فصل تابستان
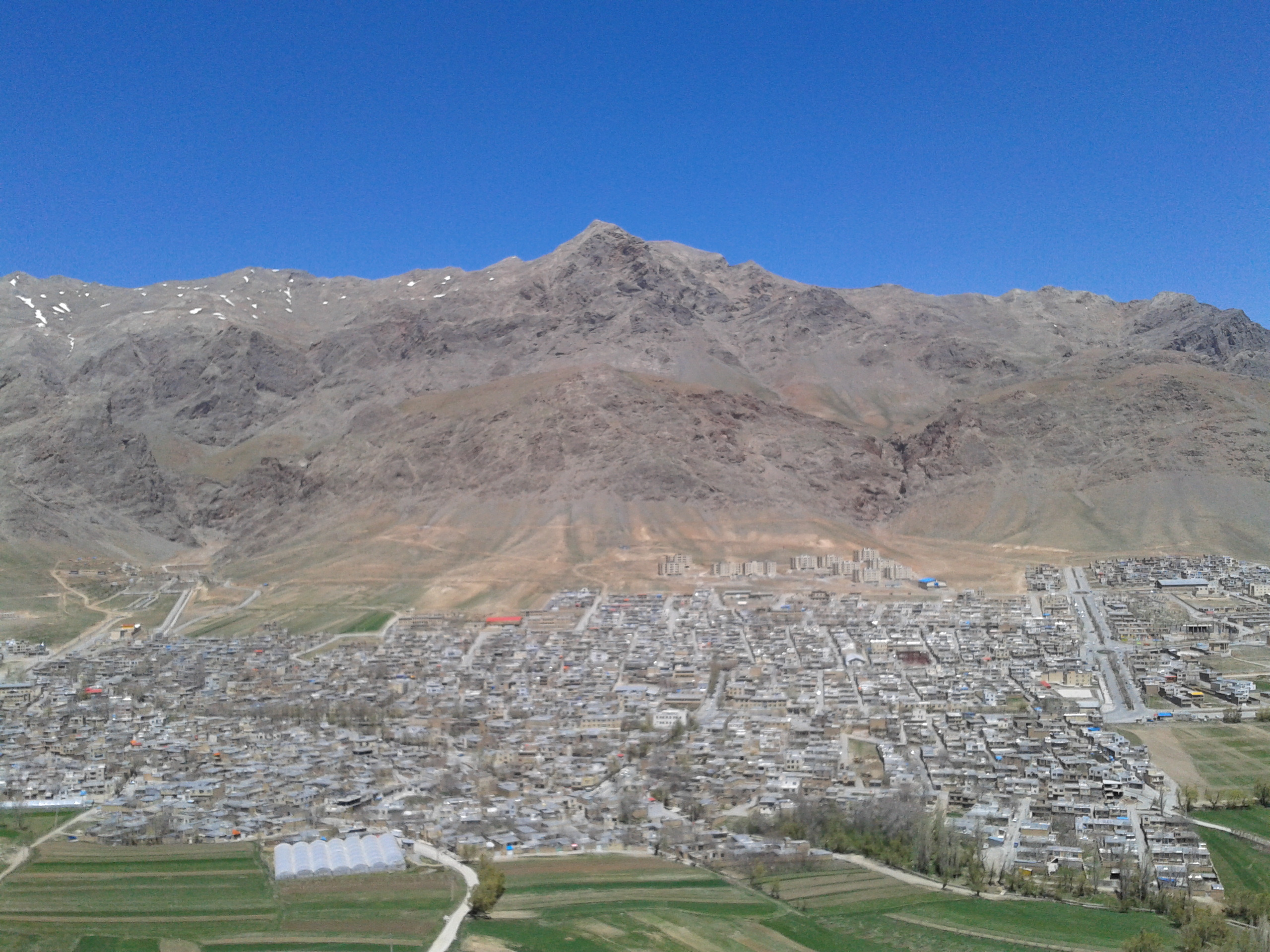
نمای فریدون‌شهر از تپهٔ تاتاشْویلی در فصل بهار
نمای قله دیدتسری فریدون‌شهر از سمت محله یوسلیانت ماهلا
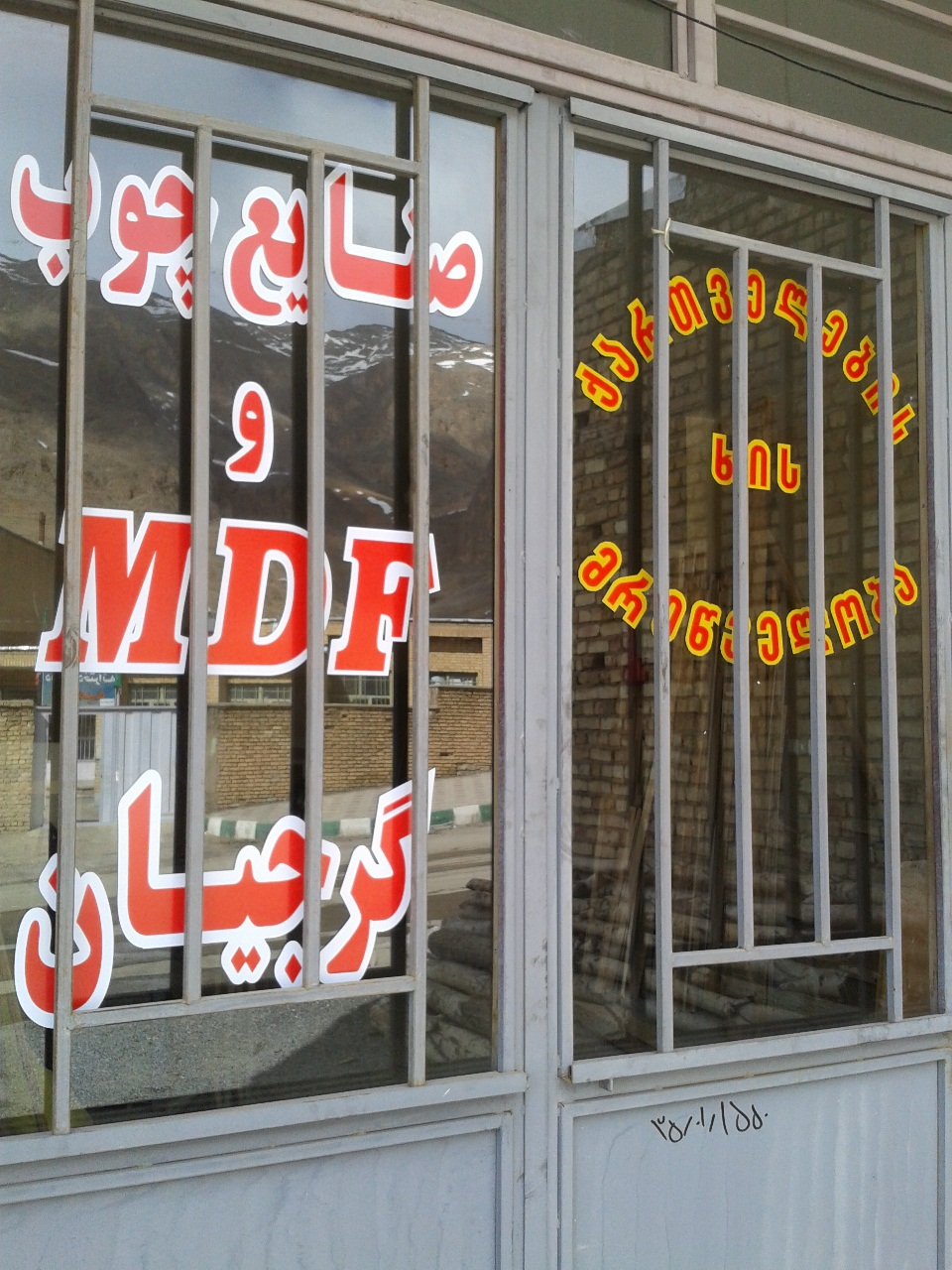
نوشته‌های گرجی روی تابلو یک مغازه
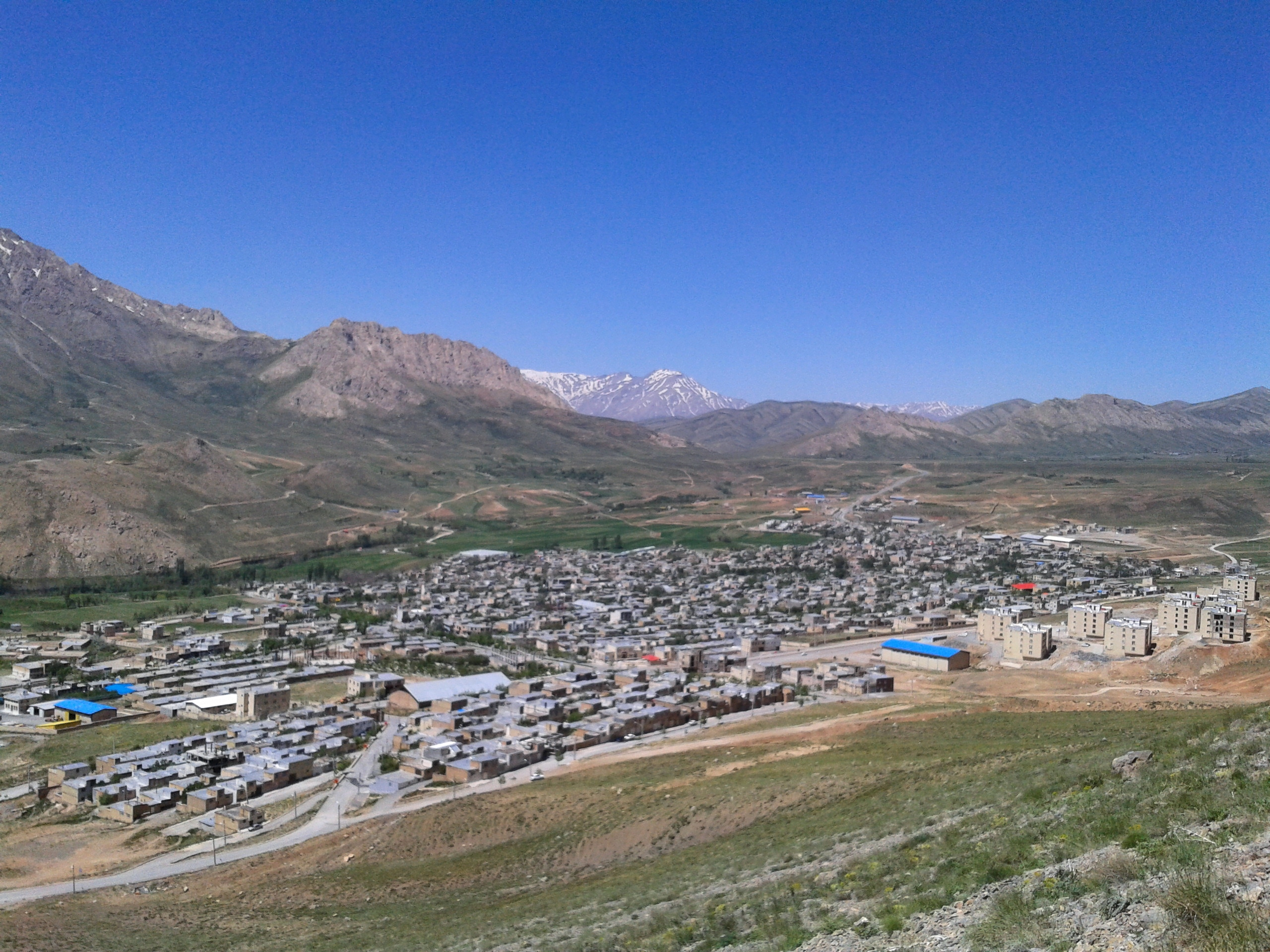
نمایی فریدون‌شهر از سمت شمال شرقی
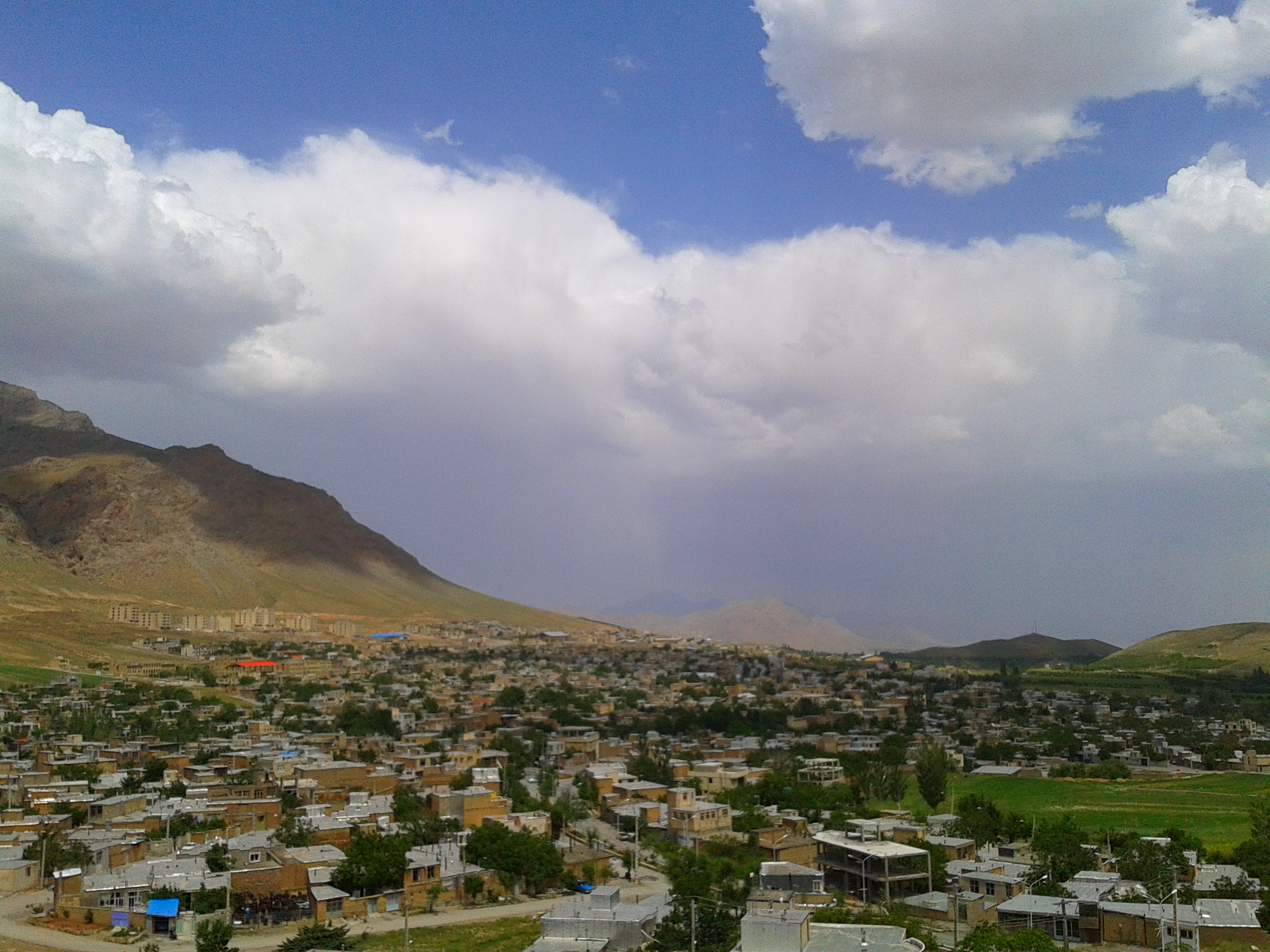
نمایی فریدون‌شهر از سمت جنوب غربی
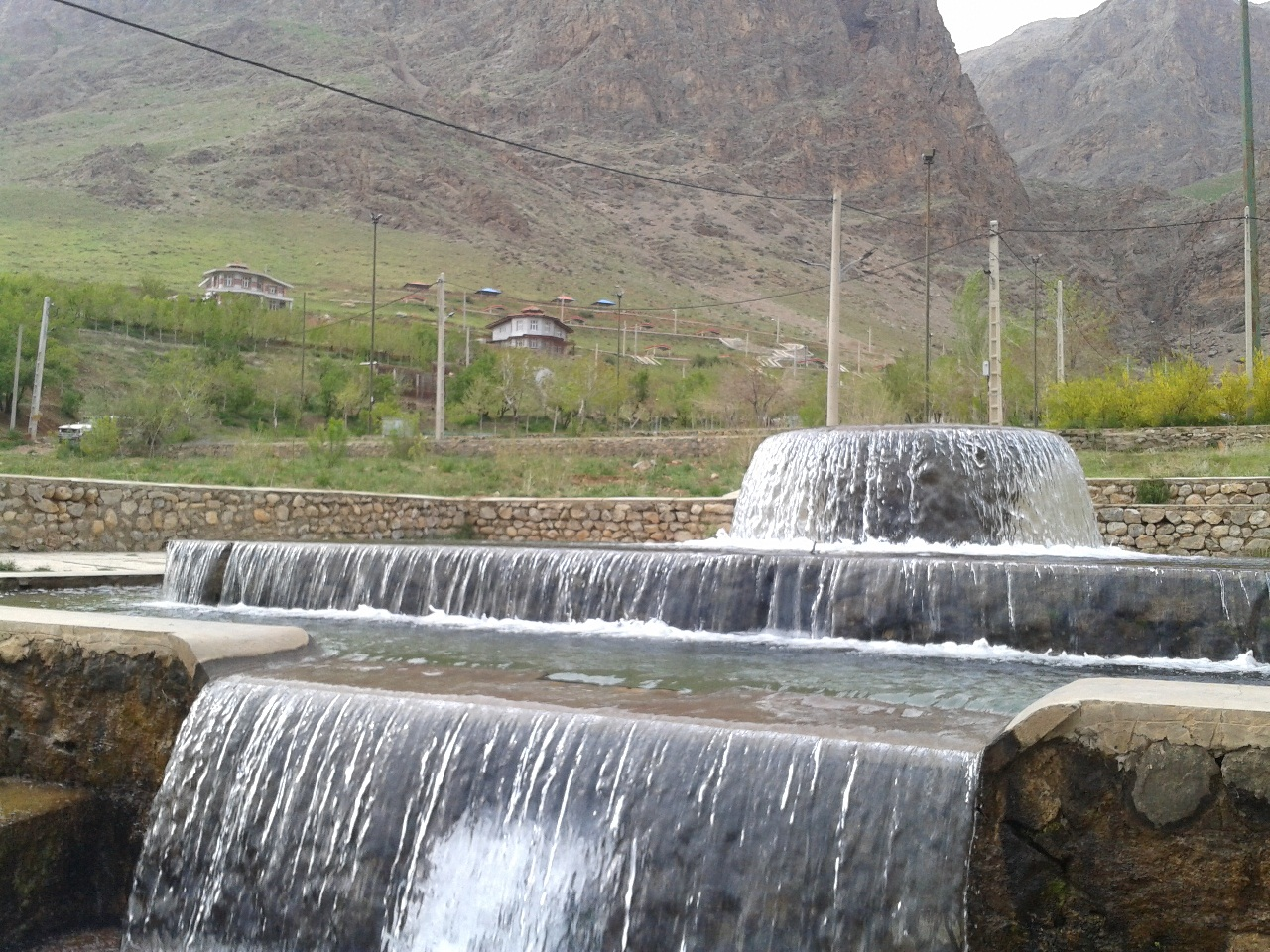
سراب فریدون‌شهر
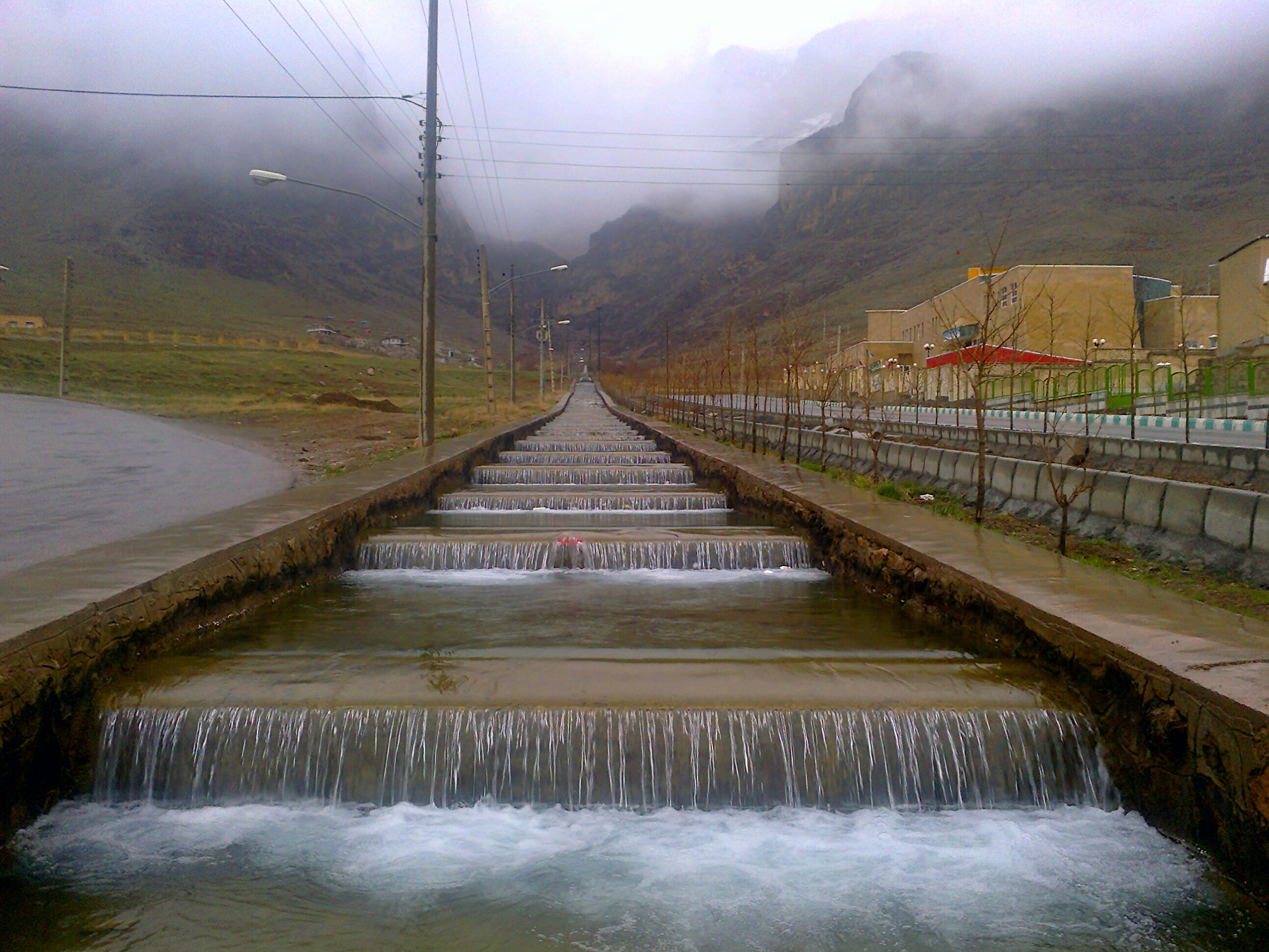
سراب فریدون‌شهر
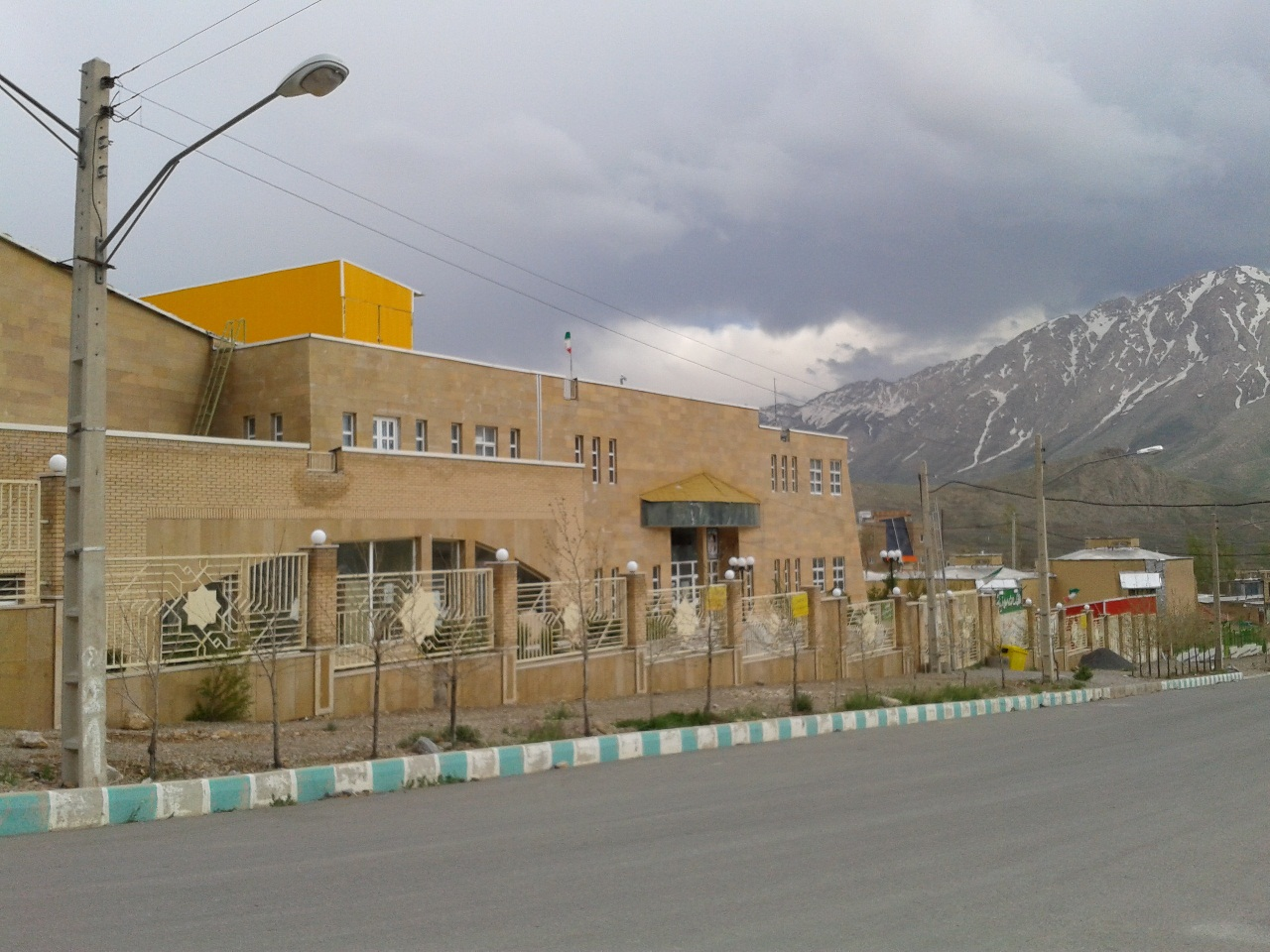
ادارهٔ فرهنگ و ارشاد اسلامی فریدون‌شهر
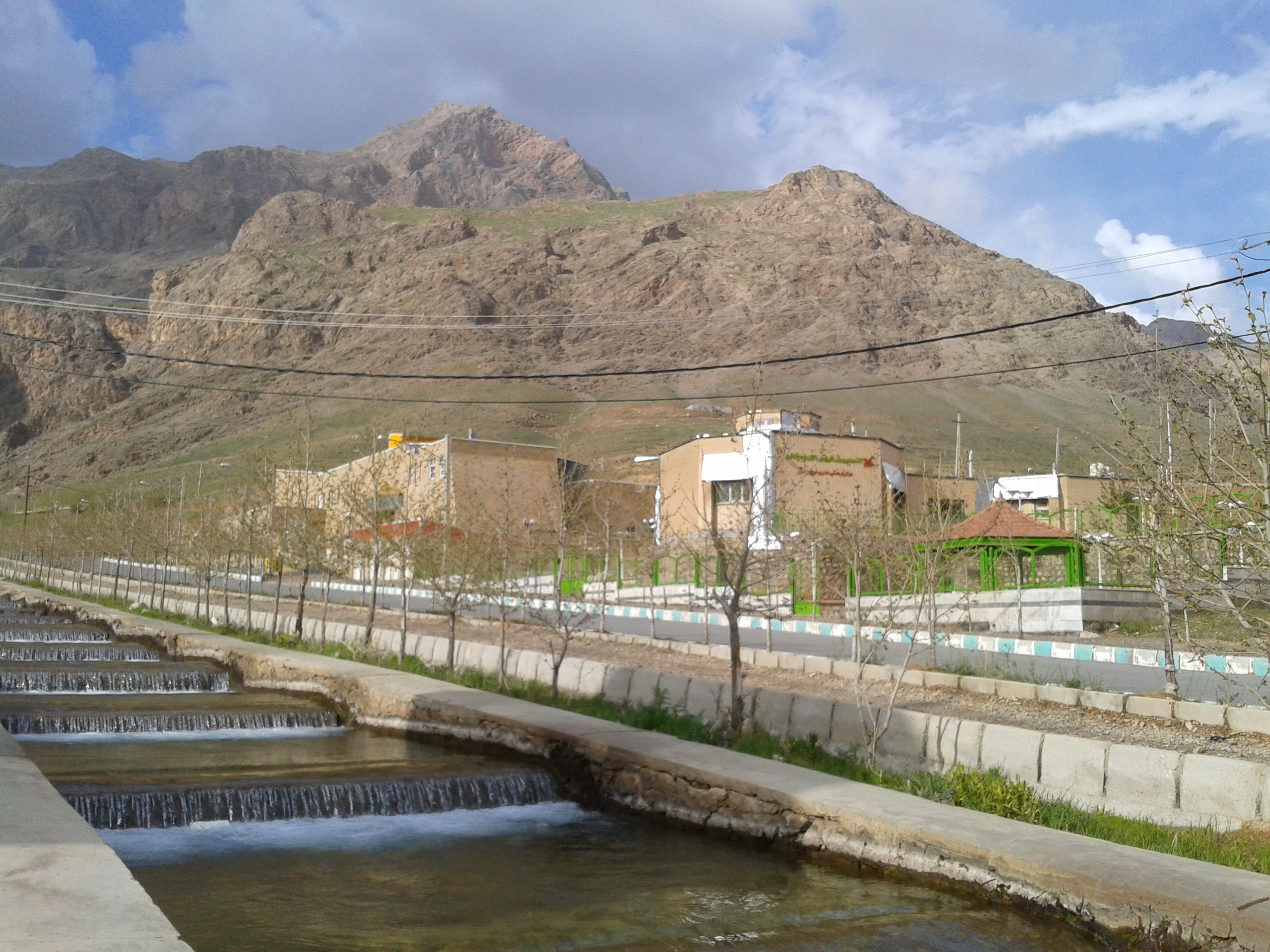
کانون پرورش فکری کودکان و نوجوانان فریدون‌شهر
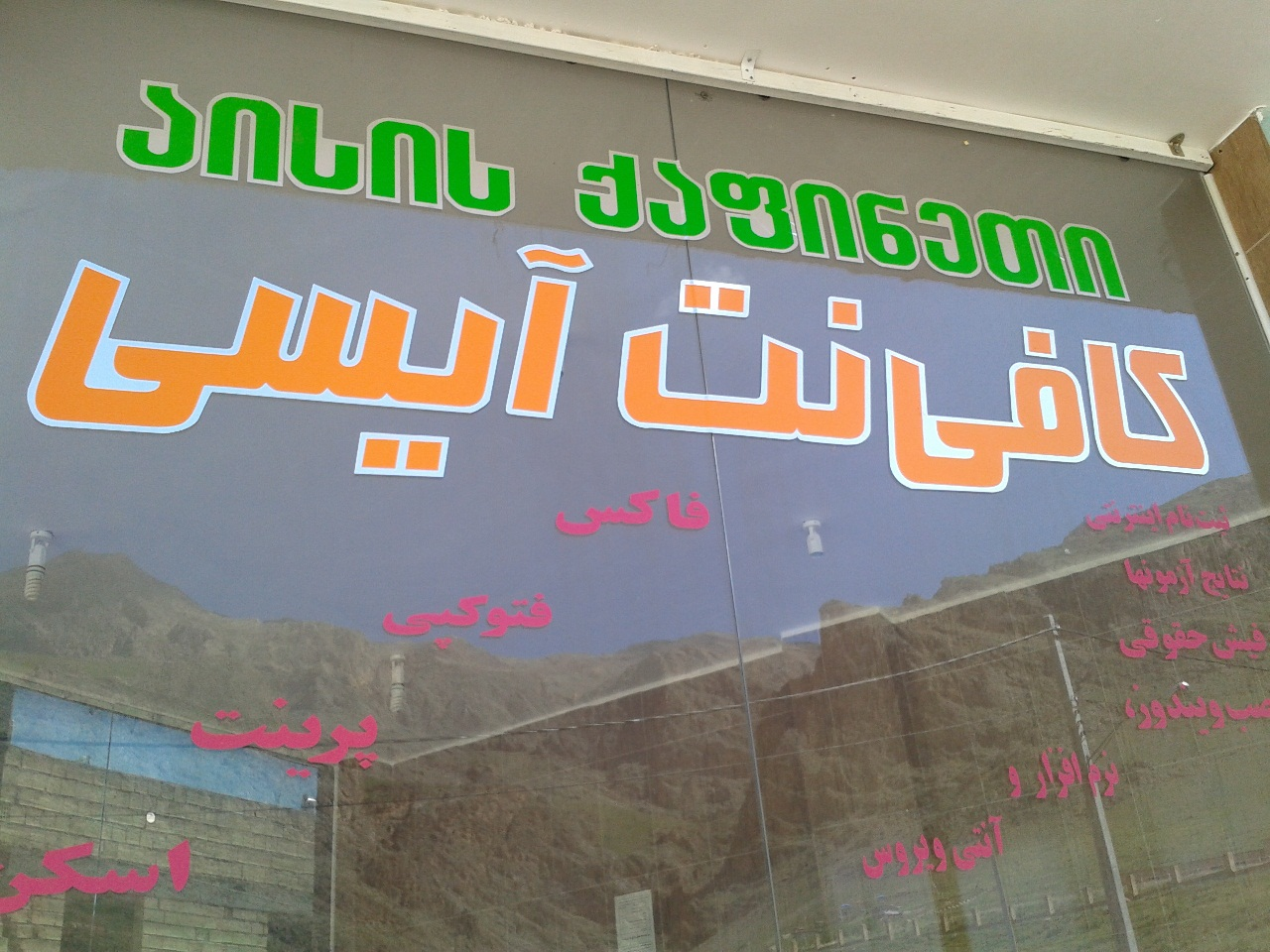
نوشته‌های گرجی روی تابلو یک مغازه
نوشته‌های گرجی روی یک خودرو
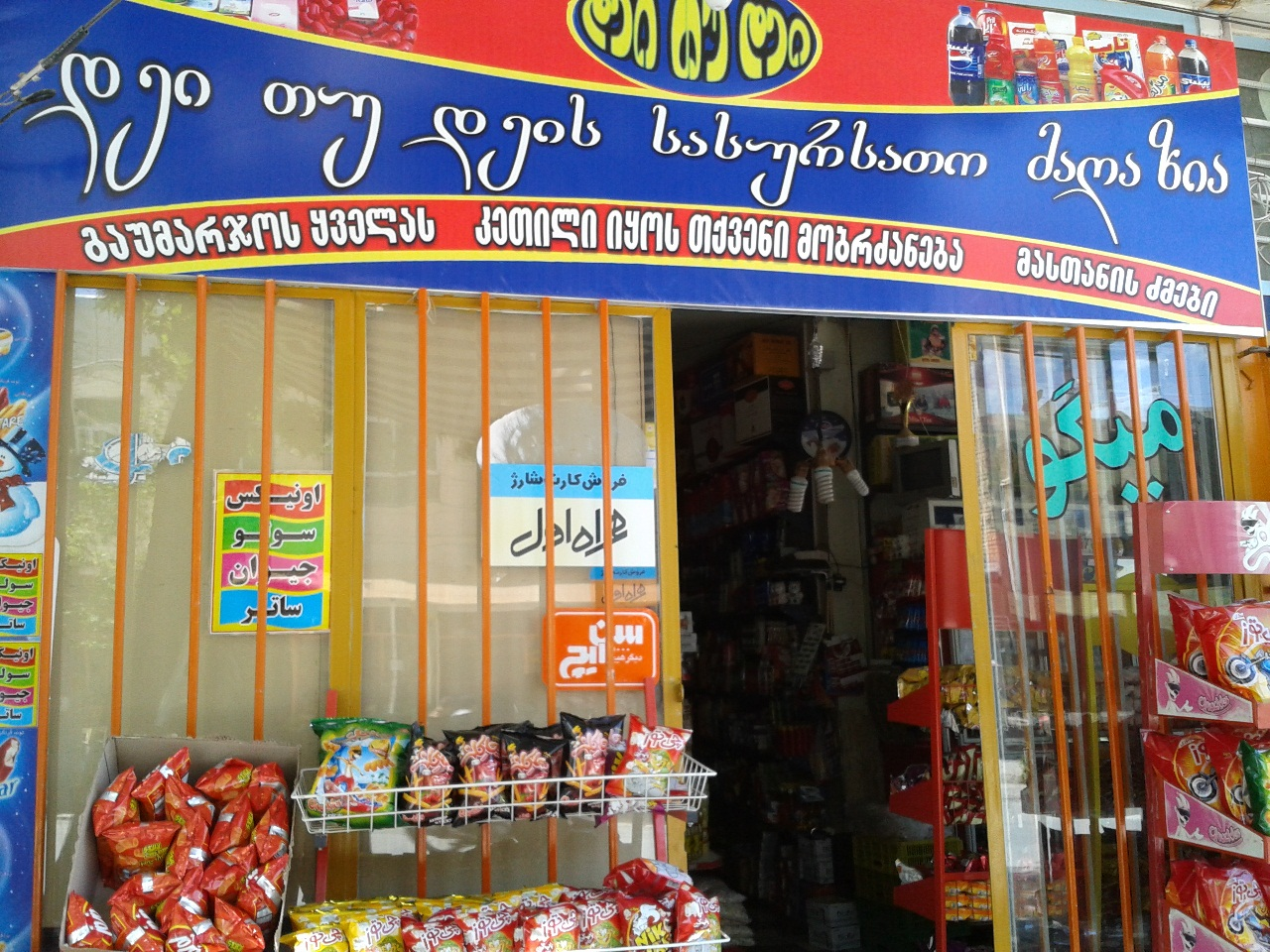
نوشته‌های گرجی روی تابلو یک مغازه
خوشآمدگویی به زبان گرجی در یک مغازه
پرچم عزاداری امام حسین به زبان گرجی
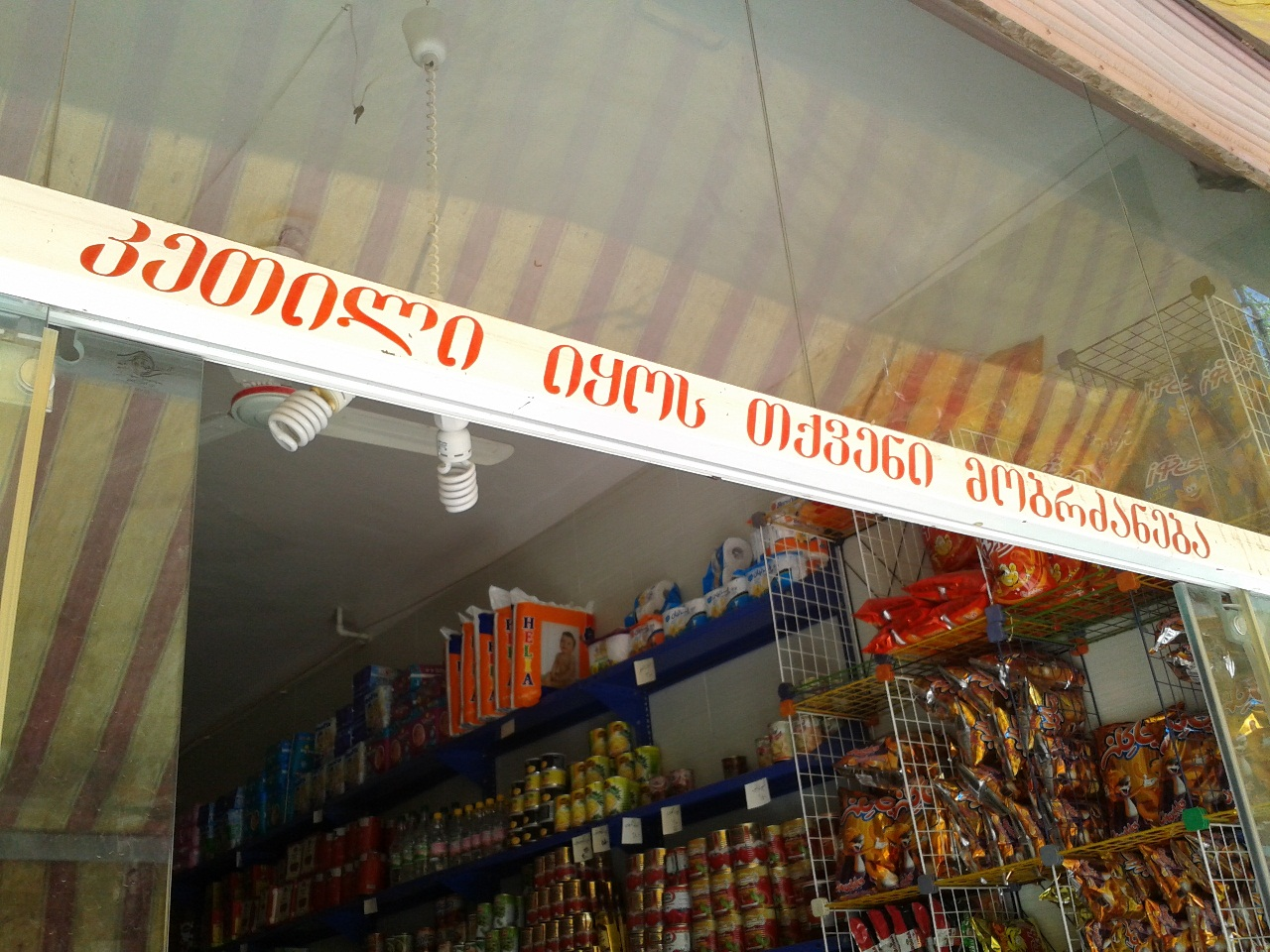
خوشآمدگویی به زبان گرجی در یک مغازه
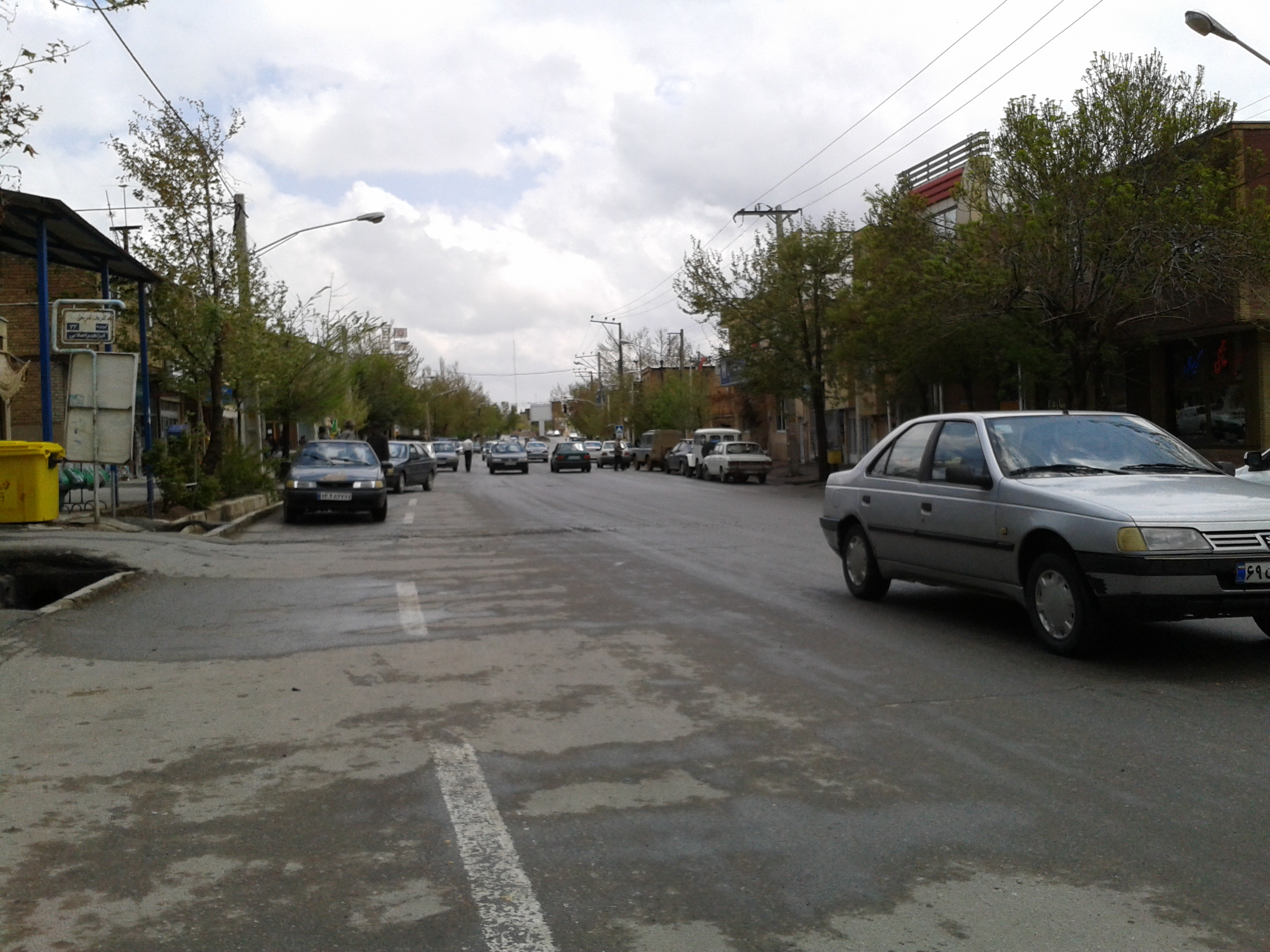
خیابان اصلی بافت قدیمی فریدون‌شهر
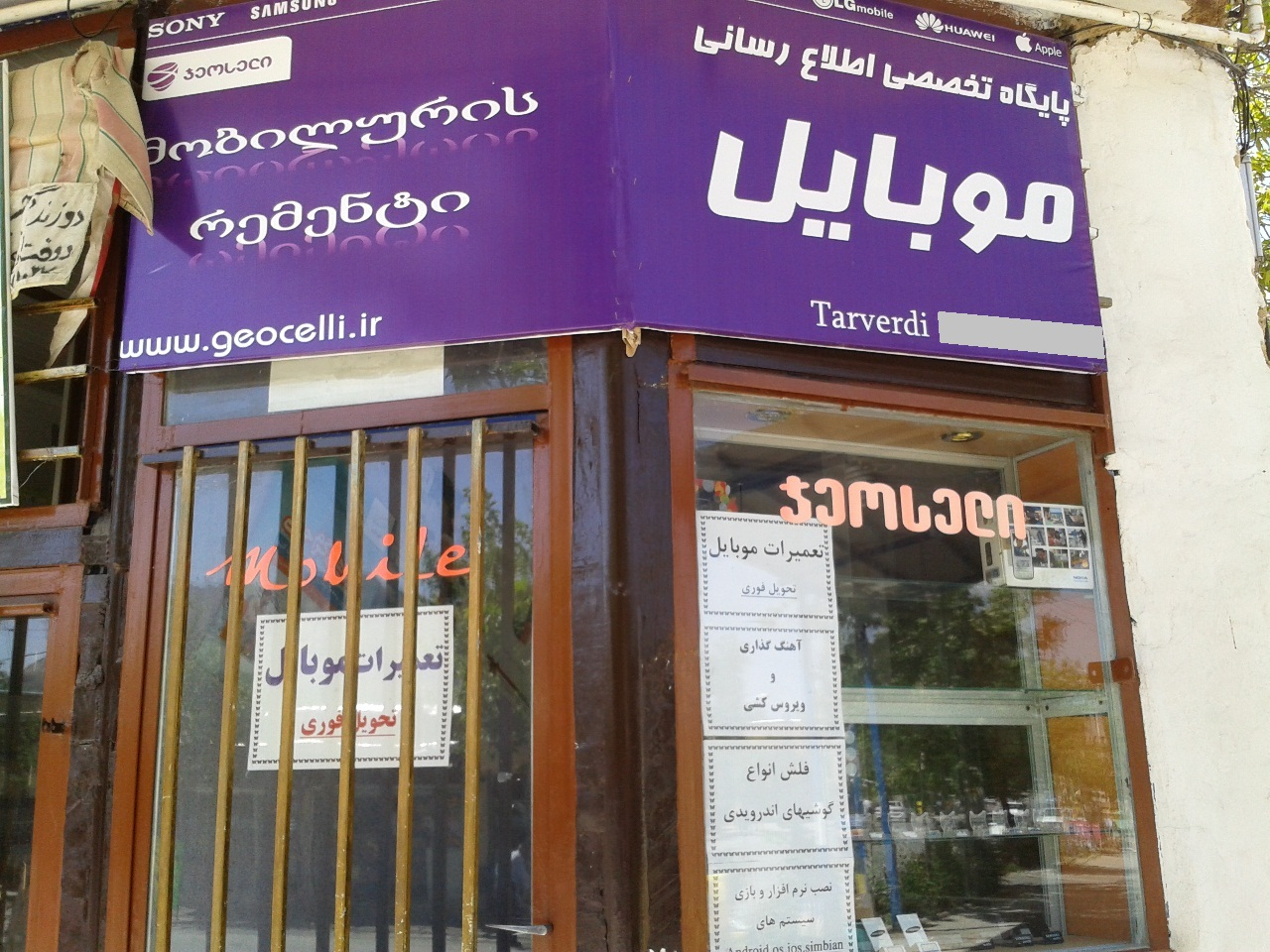
نوشته‌های گرجی روی تابلو یک مغازه
تصویر دو بعدی اِلِمان تندیس «الله» گرجی روی یک خودرو
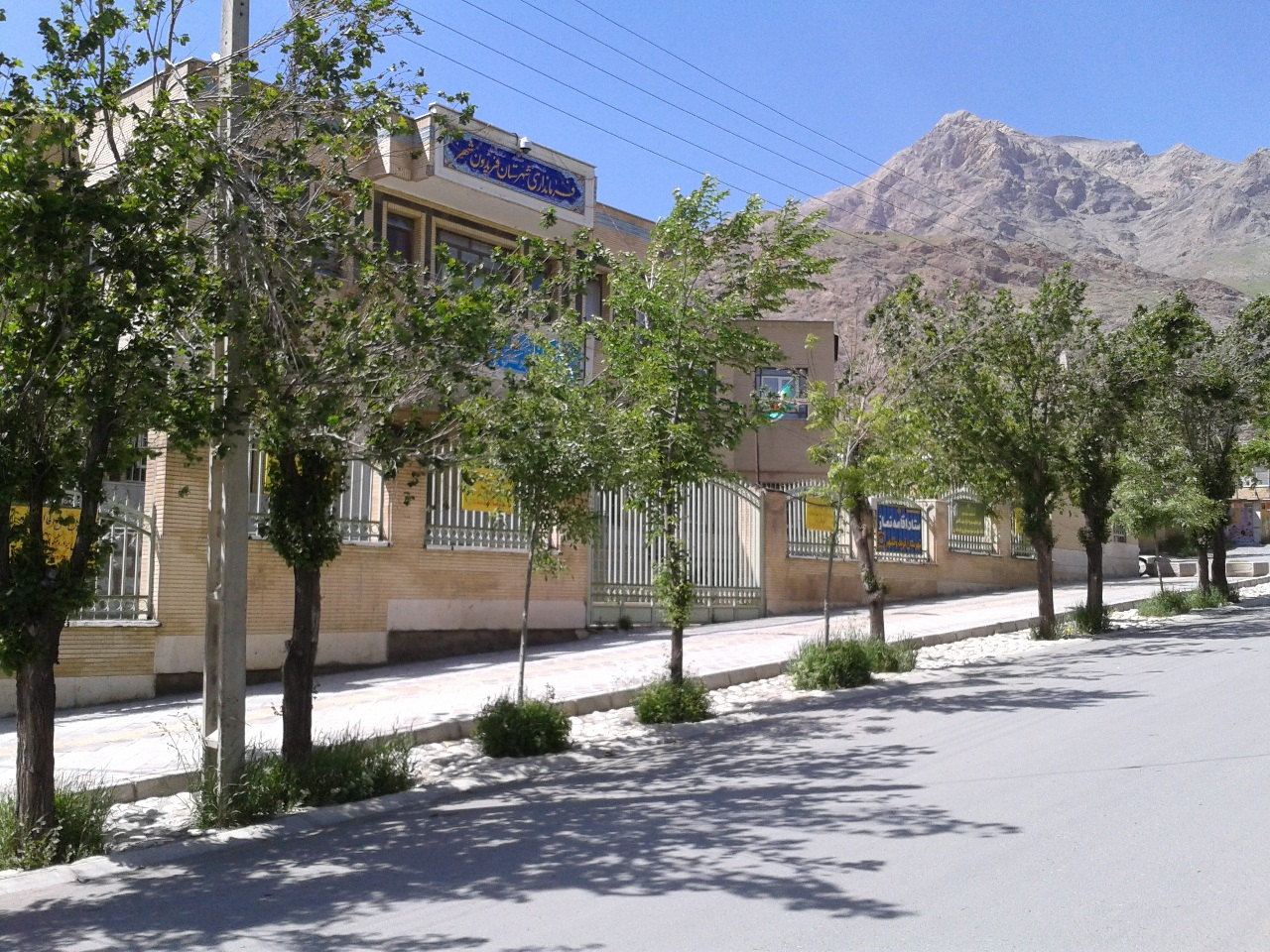
نمای ساختمان فرمانداری شهرستان فریدون‌شهر
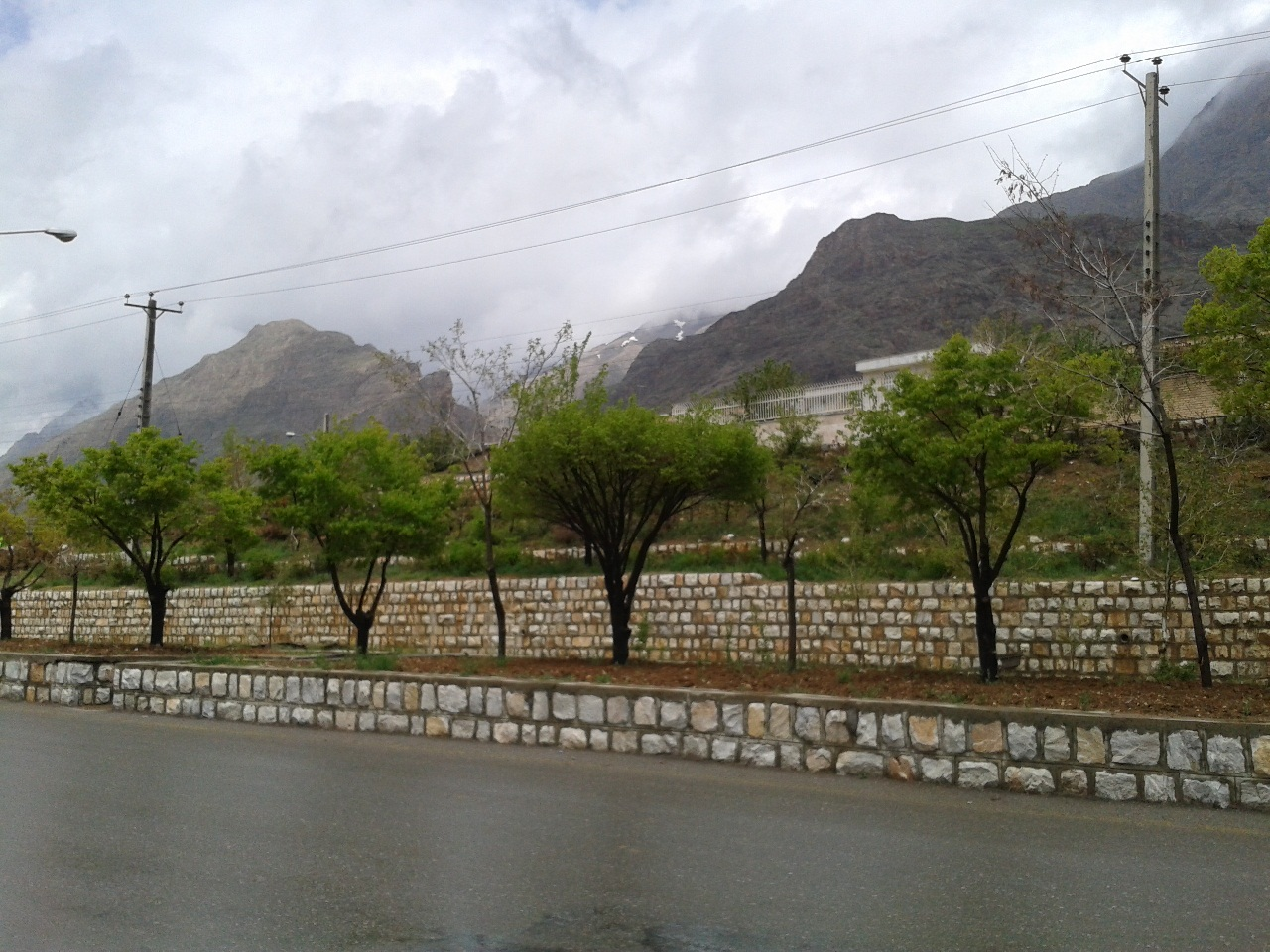
خیابان شریانی اصلی فریدون‌شهر
برجغالی و نوشته‌های گرجی روی یک خودرو
نمای بافت جدید فریدون‌شهر
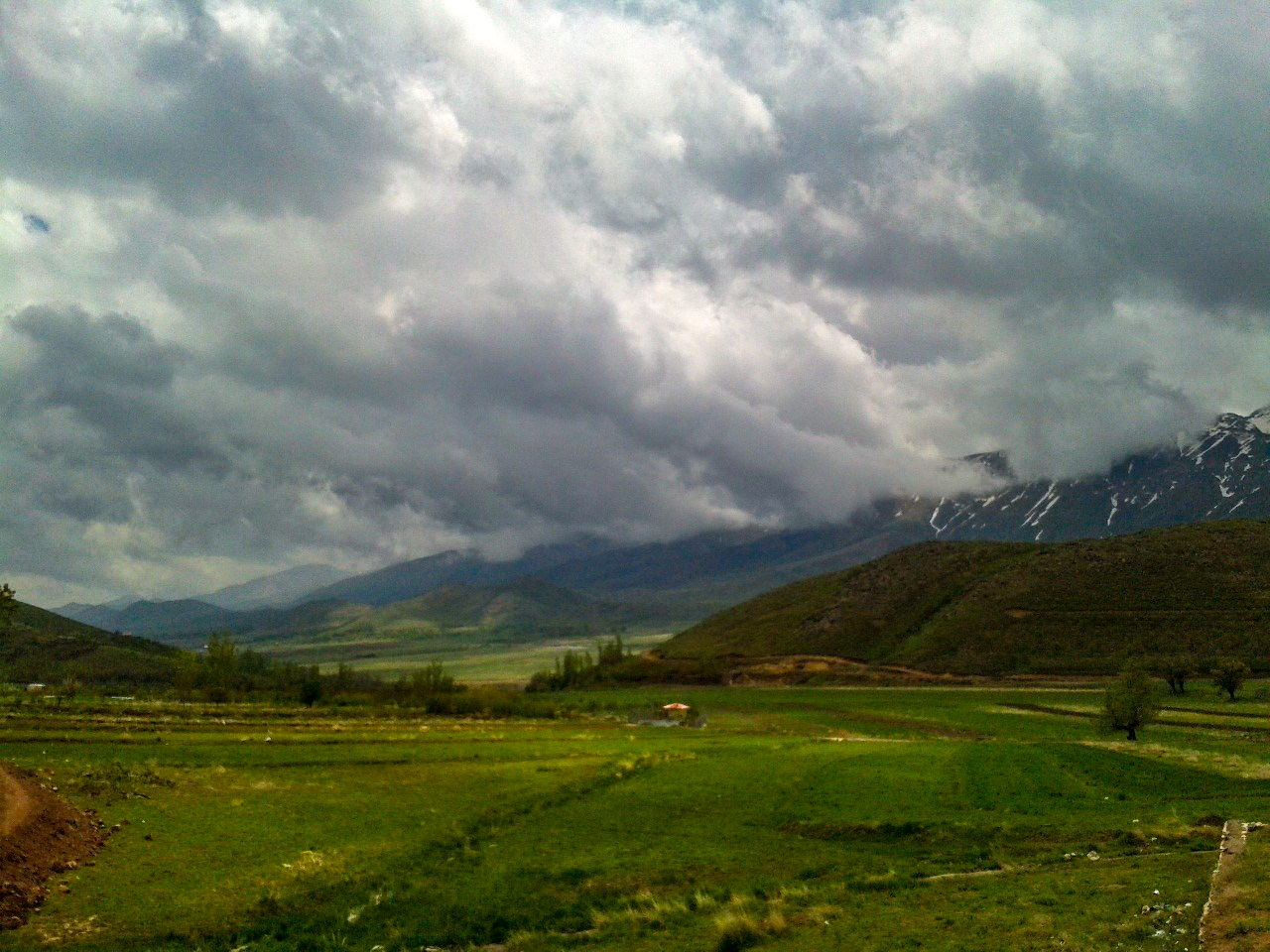
طبیعت اطراف فریدون‌شهر هنگام بارش باران در فصل بهار